# Санта-Мария-Глорьоза-дей-Фрари
Базилика Са́нта-Мари́я-Глорьоза-дей-Фра́ри (итал. La Basílica de Santa María Gloriosa dei Frari, дословно — «Базилика во Славу Святой Марии от братьев») — церковь братьев ордена миноритов-францисканцев (Santa Maria de' Frati Minori) с титулом «малой базилики», построенная и освящённая в честь Славы Девы Марии, — один из самых богатых произведениями искусства храмов Венеции. Находится в районе Сан-Поло на Кампо-дей-Фрари. Короткое и общеупотребительное название церкви — Фрари. Место упокоения Кановы и Тициана, где с 1518 года находится шедевр последнего — алтарная картина «Ассунта».

## История базилики
В начале XII века в Умбрии родилось религиозное движение, которое повлияло не только на историю Италии, но и на культуру многих народов вплоть до нашего времени. Основатель учения, Франциск Ассизский, проповедовал жизнь в простоте и бедности. В 1222 году в Венеции появились последователи его учения, которым в 1231 году дож Джакопо Тьеполо предоставил свободный участок земли, в дальнейшем, после осушения пруда Бадоэр, увеличенный дополнительной землёй — даром дожа Раньеро Дзено. Архитектором постройки был выбран Никколо Пизано, и францисканцы на милостыню построили церковь и мужской монастырь, посвящённые Славе Деве Марии (Glorioso). По прозвищу францисканцев — меньшие братья, минориты, — церковь получила название Санта-Мария-Глорьоза-дей-Фрари (frari — венецианское frati, братья), или просто Фрари (Frati minori).
Вскоре церковь стала мала для прихожан, и 28 апреля 1250 года папский легат Оттавиано Убальдини заложил камень в фундамент нового знания, однако и его всё равно не хватало на прихожан, привлекаемых благочестием ордена. С возрастанием роли францисканцев потребовалось новое здание для церкви, и, начатая в 1330 году неизвестным зодчим, к 1443 году была построена нынешняя готическая церковь. 27 мая 1492 года церковь была освящена и посвящена Вознесению Богоматери, о чём говорит эпиграф в правом трансепте. Главный алтарь был освящён в 1469 году. 12 мая 1810 года администрацией Наполеона были запрещены религиозные ордена, и церковь стала приходской. В 1902—1912 году была проведена реставрация церкви, а в 1926 году, когда отмечалось 700-летие смерти Св. Франциска, папа Пий XI присвоил церкви статус «Basilica minore».
Кампанила базилики высотой 70 м, самая высокая в Венеции после кампанилы Св. Марка, построена к 1396 году архитекторами Якопо и Пьетро Паоло Далле Мазенье.
Справа от базилики находится бывший монастырь «Ка' Гранде-дей-Фрари» или «Magna Domus Venetiarum», получивший своё название из-за больших размеров: в нём было более 300 комнат. Монастырь существовал более шести веков и дал двух римских пап: Сикста IV и Сикста V. В 1810 году Ка' Гранде-дей-Фрари вначале превратили в казарму, а в 1815 году в государственный архив. Сегодня это один из крупнейших исторических архивов в мире, в нём хранится более 700 миллионов документов по истории Венеции
.

## Галереи
Рядом с «Ка' Гранде-дей-Фрари» квадратная галерея «Обитель Святой Троицы», построенная по проекту Андреа Палладио после его смерти. Верхнюю часть галереи занимают скульптуры Святой Троицы и Святых Петра и Павла. В центре галереи — колодец работы Джованни Троньона, скульптуры колодца ваял Франческо Пензо, известный как Кабианка. Во время засухи 1718 года колодец был одним из немногих, которые не иссякли, и был открыт для всех желающих. Ещё один внутренний дворик монастыря носит имя Святого Антония и представляет собой уменьшенный вариант модели Сансовино. До 1809 года рядом с галереями находилась церковь Сан-Николетто-Делла-Латтуда, снесённая по приказу Наполеона. Главный шедевр этой церкви, алтарная картина Тициана «Мадонна с Младенцем и шестью святыми», сейчас находится в Ватикане.

## Особенности архитектуры

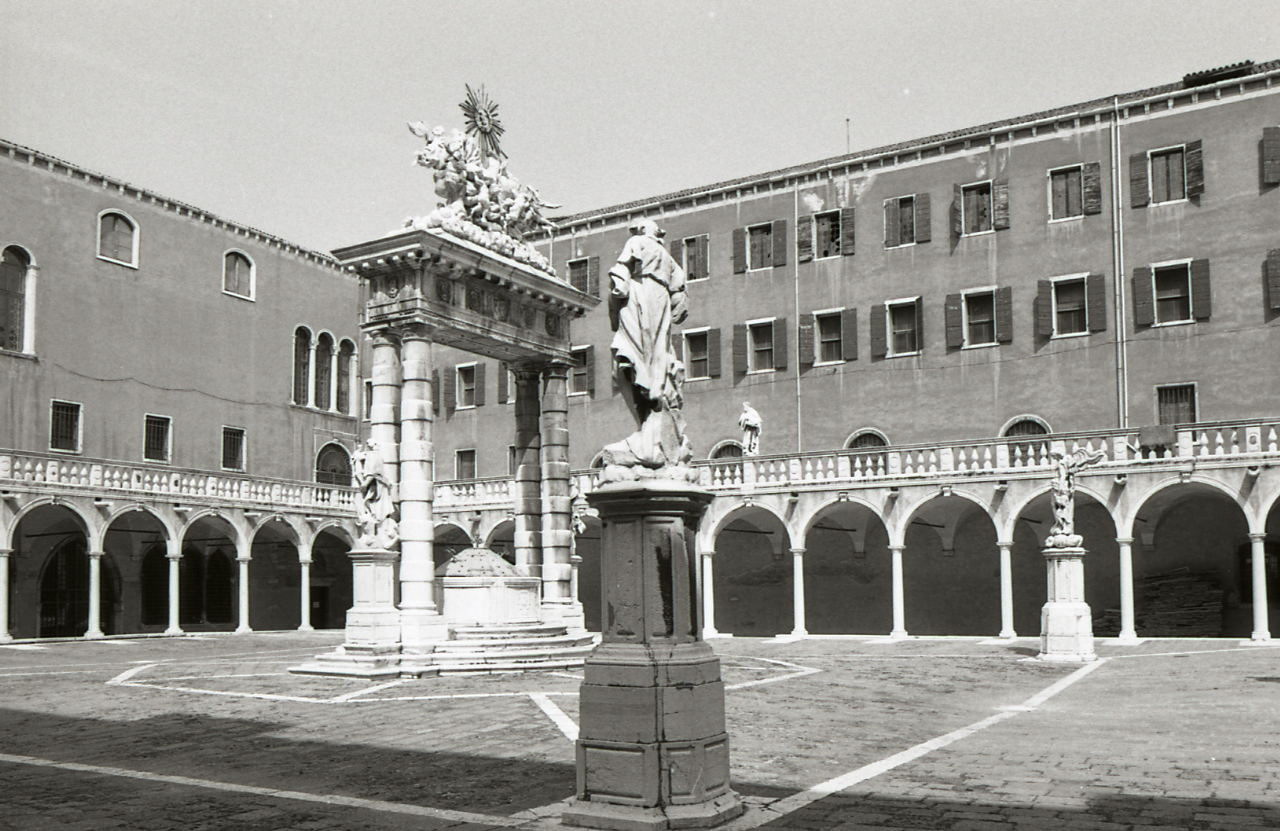
Клуатр (дворик) Троицы

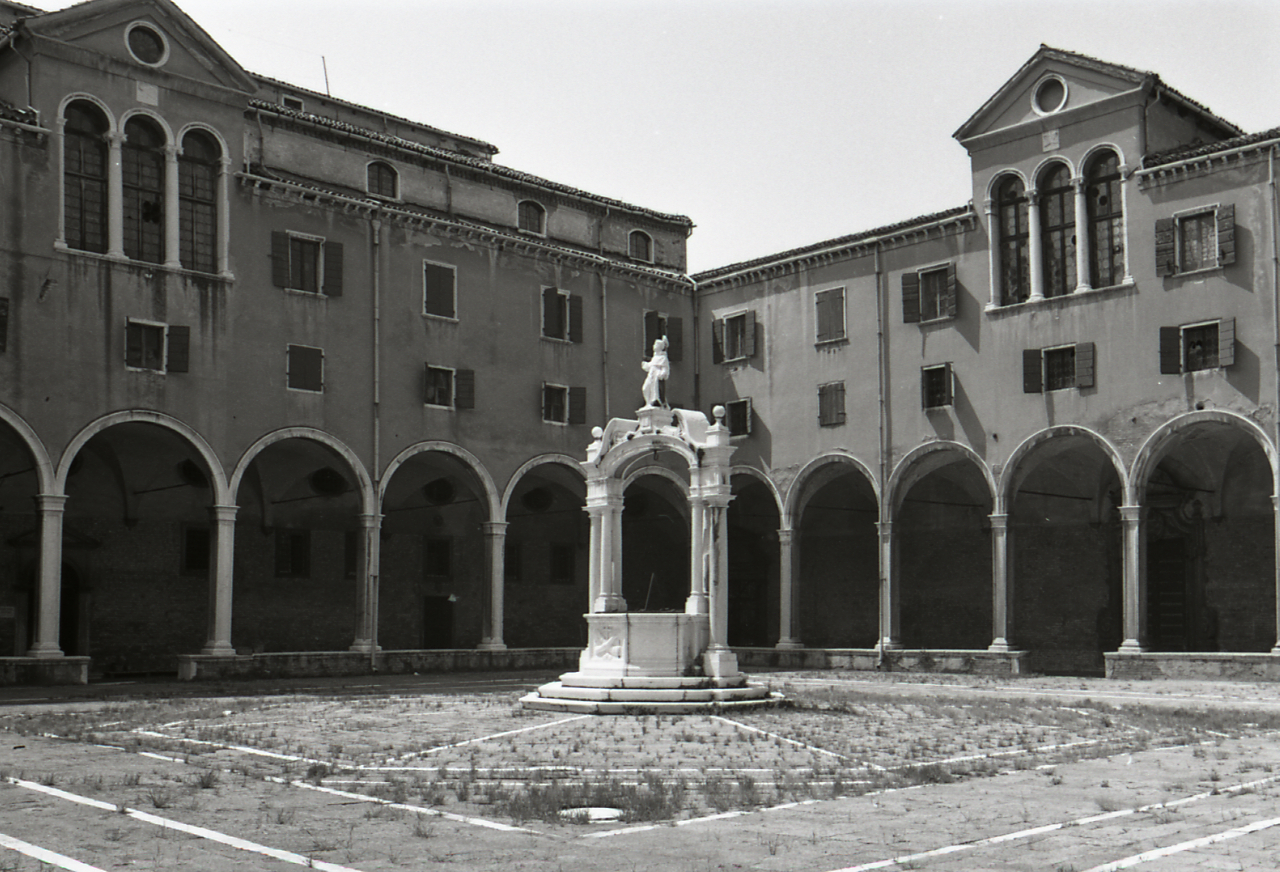
Клуатр (дворик) Святого Антония

Фактический архитектор церкви неизвестен, возможно, им был кто-то из монахов соседнего францисканского монастыря. В 1400 году, на последней стадии работы, курировал строительство Сципион Бон.
Длина базилики составляет 102 метра, ширина 32 метра. Длина трансепта 48 метров, высота трансепта и нефа 28 метров. Храм построен в форме латинского креста и разделён на три нефа колоннадой из двенадцати массивных колонн. Базилика перекрыта готическим сводом с пересекающимися нервюрами.
Парадным входом базилика Фрари выходит на одноимённую кампо (площадь) и на канал Рио-дей-Фрари. Через канал перекинут мост, построенный братством францисканцев в 1428 году. Справа от собора — Государственный архив (бывшее здание мужского монастыря братства). Слева базилики находятся несколько скуол: скуола Господних Страстей, Флорентийская скуола, Миланская скуола и др.

## Внешний вид
Церковь построена из кирпича, в итальянском готическом стиле. Позднеготический фасад церкви, украшенный капителями, пилястрами и пинаклями в венециано-византийском стиле, разделён на три части. Фронтон украшен кирпичным фризом, присутствующим и на боковых фасадах. Строгий центральный портал (XV — XVI века) украшен статуями из истрийского белого камня: Воскресение Христово работы Алессандро Витториа (1581), Дева Мария и святой Франциск работы Бартоломео Бона (XV век). В люнете маленькая фреска Гаэтано Зомпини Вознесение Богоматери. Задняя часть здания состоит из девяти апсид.
Слева базилики имеются четыре боковых входа. «Средняя Дверь» украшена изображением «Мадонны с Младенцем и двумя ангелами», а также скульптурами святых Франциска и Антония (XIII век). «Дверь в капеллу святого Петра» украшена скульптурами апостола и Христа, возможно, работы Якопо Челега(XV век). «Дверь святого Амвросия», ведущая в левый трансепт, декорирована сверху статуей святого Франциска. «Дверь святого Марка», ведущая в угловую капеллу Корнер (святого Марка) украшена готической аркой со скульптурой Бога Отца работы Далле Мазенье. Люнет над дверью декорирован барельефом с изображением Богоматери с Младенцем на троне работы Джованни да Фиестоле, Пьетро Ламберти и Пьетро ди Никколо (1420).
Истрийский камень использован для декорирования дверей капелл апостолов Петра и Марка и святого Амвросия, расположенных с левой стороны базилики. Три круглых окна фасада, также обрамлённых истрийским камнем, выходят в три внутренних нефа. Левое окно украшает скульптура Венецианского льва и Флорентийской лилии, правое окна — бюст святого Антония.

## Кампанила
Кирпичная кампанила базилики Фрари высотой 70 метров, вторая в Венеции после кампанилы собора святого Марка, начата Якопо Челега, и достроена Пьетро Паоло Челега в 1396 году. В 1490 году кампанила была повреждена молнией. После падения кампанилы святого Марка, конструкция кампанилы Фрари была усилена. В середине подъёма на верх кампанилы находится скульптура святого Франциска и Мадонны.
На верху кампанилы расположена смотровая площадка с которой открывается вид на Венецию.

## План базилики
- 1. Внутренний фасад
- 2. Капелла Распятия
- 3. Надгробие Кановы
- 4. Памятник дожу Джованни Пезаро
- 5. «Мадонна Пезаро» Тициана
- 6. Капелла Св. Петра

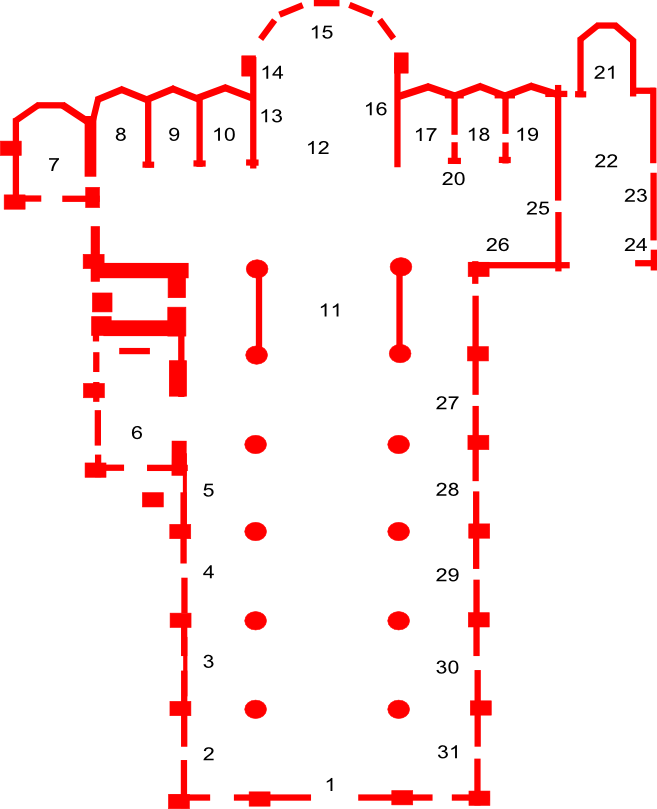
План базилики

- 7. Капелла Св. Марка (капелла семейства Корнер)
- 8. Капелла миланцев
- 9. Капелла архангела Михаила (капелла семейства Тревизан)
- 10. Капелла Святых францисканского ордена
- 11. Хоры
- 12. Главная капелла
- 13. Надгробие дожа Николо Трона
- 14. Распятие XIII века
- 15. Главный алтарь. «Вознесение Девы Марии» Тициана
- 16. Надгробие дожа Франческо Фоскари
- 17. Капелла Св. Иоанна Крестителя (Флорентийская капелла)
- 18. Капелла Святых Даров
- 19. Капелла семейства Бернардо
- 20. «Мертвый Христос»
- 21. Триптих «Мадонна на троне со святыми» Джованни Беллини
- 22. Ризница
- 23. Алтарь Реликвий
- 24. Проход в зал францисканцев
- 25. Крайняя стена правого трансепта
- 26. Стена правого трансепта
- 27. Алтарь Св. Екатерины Александрийской
- 28. Алтарь Св. Иосифа Копертинского
- 29. Алтарь Представления
- 30. Памятник Тициану
- 31. Алтарь Св. Антония

## Интерьер

### Внутренний фасад
Справа от схода памятник XVI века сенатору Пьетро Бернардо (умер в 1538 году) работы Алессандро Леопарди или Туллио Ломбардо (1524), слева прокуратору Собора святого Марка Альвизе Паскуалиньо (умер в 1528 году) работы Джаммария Моска или Лоренцо Бреньо (XVI век) с эпитафией:

Здесь покоится Альвизе Паскуалиньо, прокуратор собора святого Марка, оставивший после себя добрые дела и благодарность родины.

Оригинальный текст (лат.)Aloysius Pasqualico proc. eccl. divi Marci virtute et in patriam beneficentìa creatus hic conquiescit. Vixit annos.

Над входом грандиозный памятник Джираломо Гардзони, погибшему в 1688 году при осаде Негропонте. Памятник Пьетро Бернардо (умер в 1588 году) интересен скульптурной головой Горгоны, а также коленопреклонёнными перед Спасителем Джироламо и Лоренцо — сыновьями Пьетро Бернардо.
На богатом внутреннем фасаде, над входом, находятся восемь картин венецианского художника Фламанио Флориани, изображающих чудеса святого Антония Падуанского. Девятая картина над памятником Паскуалиго, работы Пьетро делла Веккьи, «Святой Антоний Падуанский и его базилика».

### Левый неф

#### Капелла Распятия

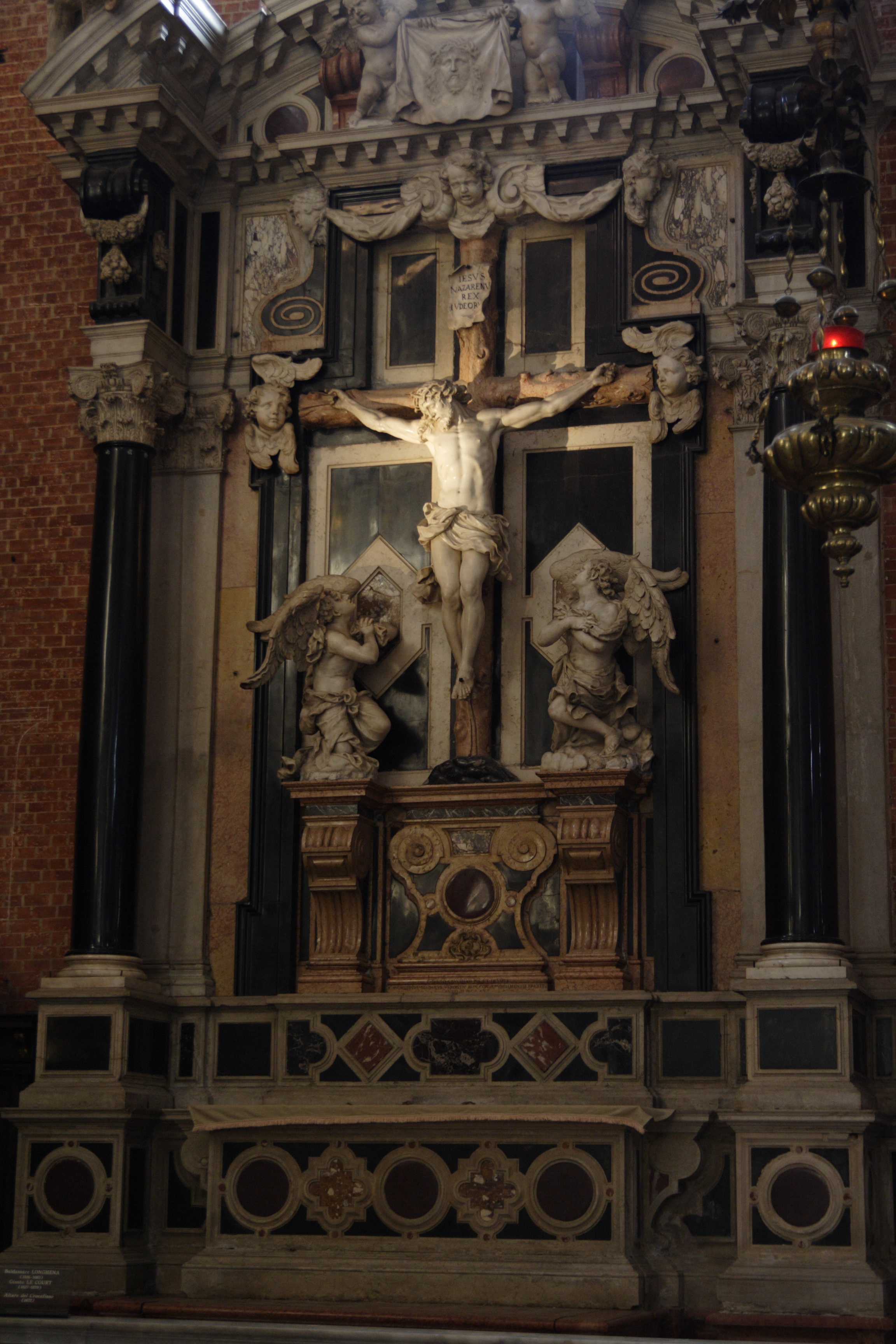
Капелла Распятия

Алтарь был заказан отцом Агостино Маффеи и выполнен фламандским скульптором Джусто Ле Куртом в 1663 году по проекту архитектора Бальдассаре Лонгены.
В центре алтаря распятый Христос. Над ним латинская надпись «IESUS NAZARENUS REX IUDAEORUM» (Иисус Назаретянин — царь иудейский).
Слева от алтаря картина художника XVIII века Анджело Вентурини «Святой Иоанн Евангелист, благословляющий учеников». Над картиной расположен памятник покровителю братства Симонетто Дандоло († 1360).
Ниже алтаря две таблички в память о погибших при осаде Венеции в 1849 и в честь мучеников Белфиоре (эпизод Рисорджименто, когда в ущелье Белфиоре близ Мантуи, были повешены 11 итальянских патриотов).
На фронтоне алтаря два ангела держат плат святой Вероники с нерукотворным изображением Спасителя. Справа и слева от Распятия — преклонившие колени ангелы.
С 1436 года капелла служила скуолой флорентийцев, и перед ней была выставлена деревянная статуя святого Иоанна работы Донателло, которая сейчас находится во Флорентийской капелле..
Перед алтарем находится крещальная купель работы Джироламо Кампанья (1592).

#### НадгробиеКановы

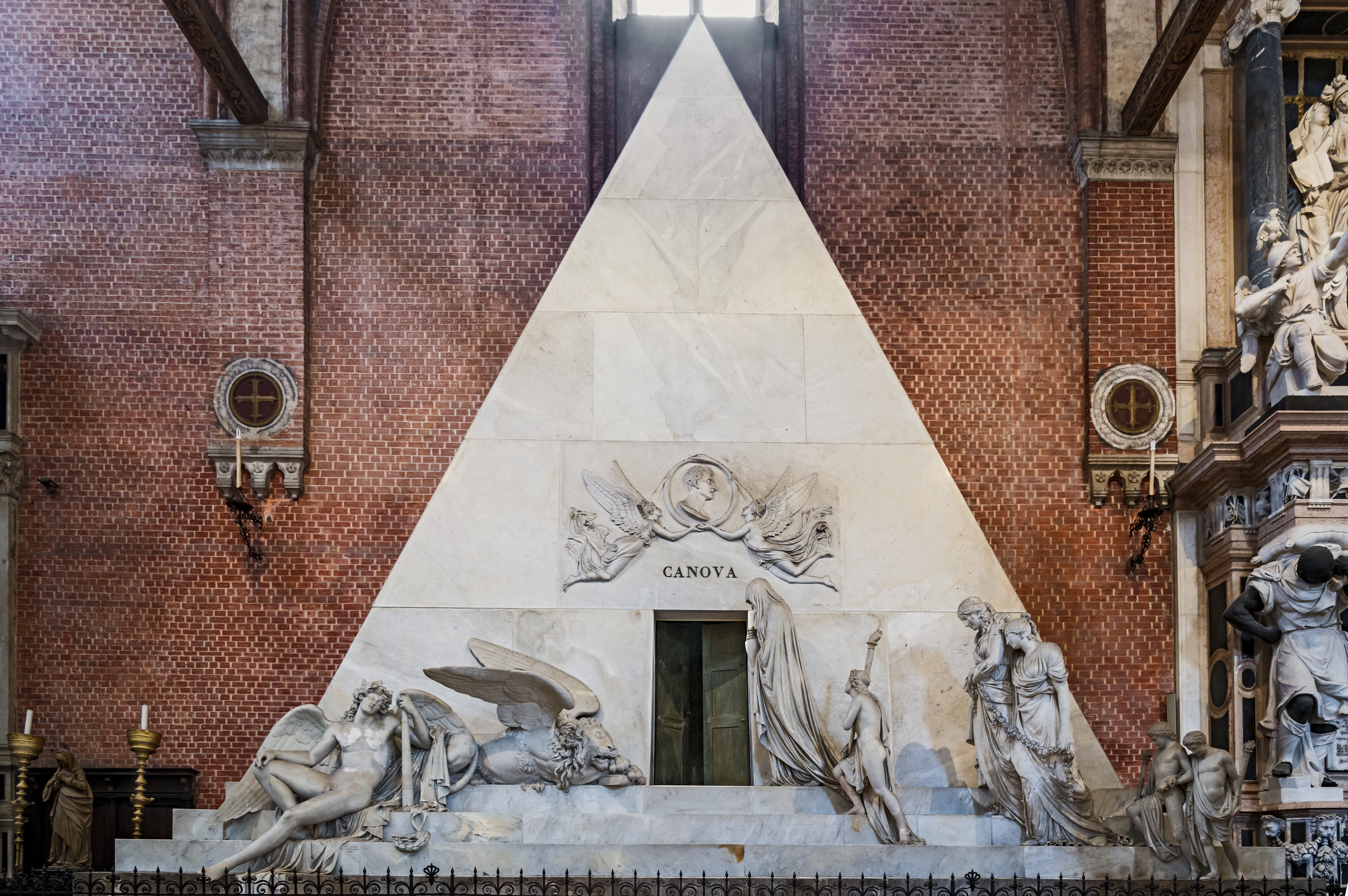
Надгробие Кановы

Первоначально это надгробие было спроектировано самим Кановой в 1794 году для памятника Тициану, о чём говорит лев святого Марка, скорбящий по величайшему сыну Венеции, однако строительство не было даже начато из-за отсутствия средств. В результате Канова использовал идею этого памятника для надгробия Марии Кристины Августы († 1805) в церкви Августинцев в Вене.
После смерти Кановы в 1822 году Академия решила поместить сердце Кановы в порфировую урну, и по распоряжению президента венецианской Академии Леопольдо Чикогнара была проведена подписка для сбора денежных средств на памятник Канове. В 1827 группой учеников Антонио Кановы (Д. Фабрис, Б. Феррари, Р. Ринальди, Л. Зандоменеги, Я. де Мартини и А. Боза), этот памятник был построен согласно проекту самого Кановы
. В урне, которую держит сильно задрапированная фигура (работа Бартоломео Феррари) находится сердце Кановы, остальное тело погребено в мавзолее около его дома в Поссаньо. Ринальдо Ринальди изваял крылатого льва и гения Кановы с факелом, Луиджи Зандоменеги — женщин с гирляндами цветов, Якопо де Мартини — двух маленьких гениев справа, Джузеппе Фабрис — поднимающегося по лестнице гения, и Антонию Боса — ангелов, держащих бюст Кановы
.
Бюст Кановы обрамлен змеёй — символом вечности. Фигура рядом с крылатым львом — гений Кановы. Он держит перевернутый факел — символ смерти.

#### Памятник дожу Джованни Пезаро

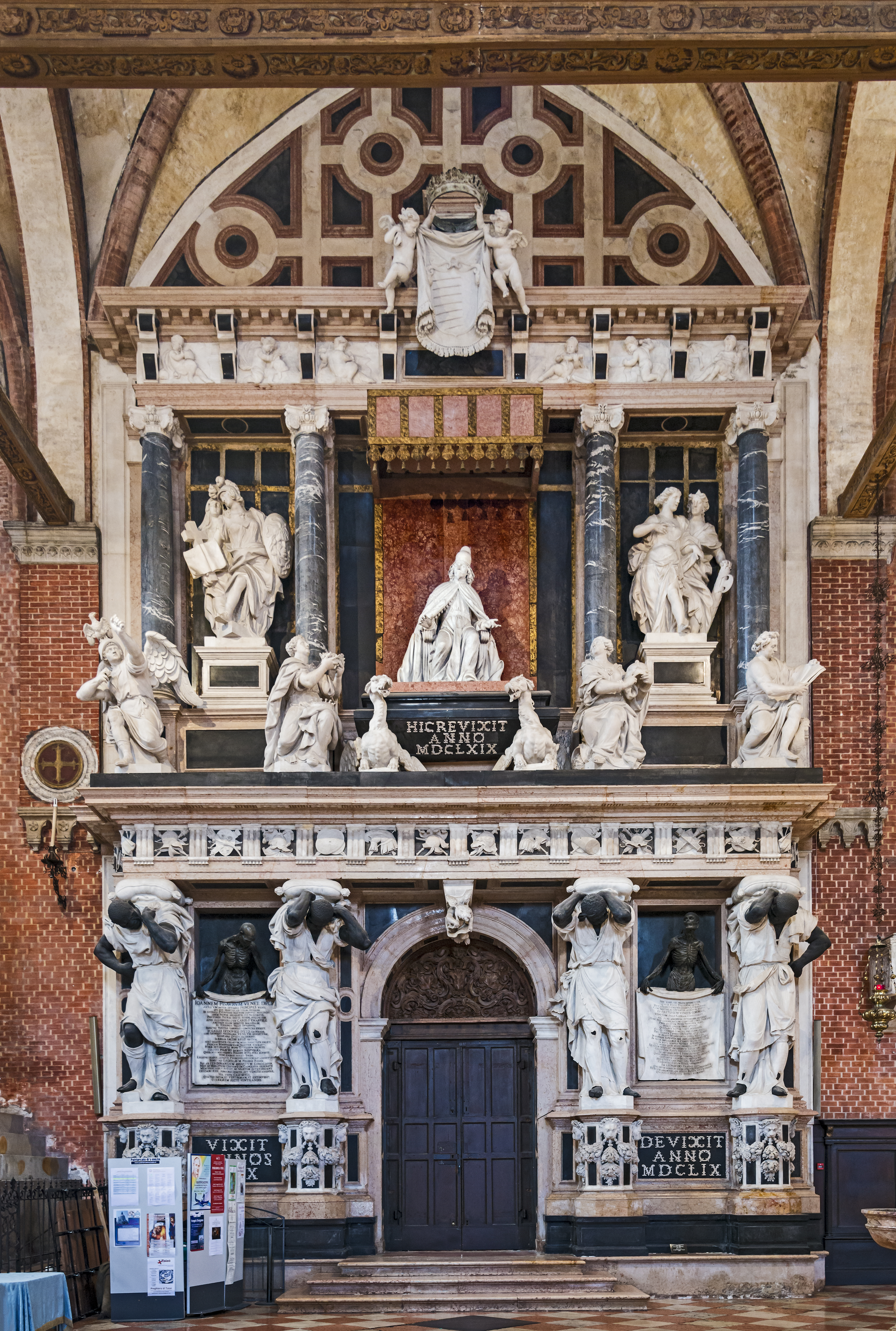
Памятник дожу Джованни Пезаро

Массивный надгробный памятник дожу Джованни Пезаро († 1659) выполнен из разноцветных мраморов в классическом барочном стиле Бальдассаре Лонгеной (1660—1669). Огромные статуи из мрамора работы дрезденского мастера Мельхиора Бертела, монстры под престолом и скелеты — Бернардо Фальконе де Лугано.
Четыре статуи мавров держат на своих плечах антаблемент с трофеями, между ними расположены два панно со скелетами, держащими золоченные надписи.
| Сюда пришёл Джованни Пезаро. Лучший среди дожей ... Оригинальный текст (лат.)IOANNEM PISAVRVM VENET. DUCEM AUREUM INTER OPTIMOS PRINCIPEM VIDES QUI PER MORTES AD VITAM PRODIENS IN LETHALI PUERPERIO MATREM SERVAVIT NASCENDO IDEM PATRIAE AUGURATUS CUI NASCERETUR POST INDE PATRIAE TOTUS VIVENS NULLUS SIBI APUD ALLOBROGES CUM CAROLO EMANUELE ARCANAM ILLAM MOLITUS MACHINAM IN VELLINAE TALLIS INVASORES IMPACTAS VENETAE LIBERTATI COMPEDES FREGIT IN GALLIA LUDOVICO JUSTO GLORIOSAE ORBI CATHOLICO NECESSARIAE VENETIS OPPORTUNAE GALLICANAE QUIETI ALLABORAVIT IN ANGLIA JACOBI REGIS OBITUM MIRA CALLIDITATE CELATAM MIRA SAGACITATE RIMATUS PRISCAM BENEVOLENTIAM FELICITER FIRMAVIT ROMAE INTONANTE NOVO TITULORUM DECRETO JOANNI PISAURO DEBUIT RESPUBLICA QUOD MAXIMIS AEQUATA REGIBUS AVITA JURA SERVAVIT HINC LABRIS INNATA SUADA LEGATAS LIGATOS ELOQUIO PRINCIPES QUO LUBEBAT ADDUCTURUS SEMEL AD LADISLAUM POLONIAE REGEM BIS AD FERDINANDUM AUGUSTUM CONCILIATOR MOX AD MONASTERII CONVENTUM CADUCEATOR DESIGNATUS MERCURIUS VIDERI POTUIT NI MARTEM OSTENDISSENT ERIDANI RIPAE ROMAAIS EREPTAE AC VENETIS ASSERTAE VEL TESTE EALUMAIA QUAE VERI FACEM WE VIRI FAMAM UT EXTINGUERET CLARIOREM FECIT VENTILANDO | HOC VERO VEL NOLENS FATERE LIVOR QUOD REGNI PULCHERRIMI JACTUM ... Оригинальный текст (лат.)HOC VERO VEL NOLENS FATERE LIVOR QUOD REGNI PULCHERRIMI JACTUM VOCE ARGENTI PROPRII EXEMPLO PUBLICO FERRO CUNCTANTER AC CONSTANTER AVERSATUS AVERTIT ET CRETENSEM VENETIS CORONAM VENETAM ITALIS GLORIAM CONSERVAVIT AC FERE ABSORPTAM OTOMANNIS EXTORSIT HINC TOT LABORES MAXIMO CUMULANS LABORE PRINCIPATU PROH QUANTUM PATRI PRINCIPEM DEDIT NEMPE QUALEM ORBIS OPTARET QUI CAPUT REIP. DE VULTU NOSCERETAR CUI PRO SUPERCILIO COMITAS PRO VERBIS ORACULA PRO HEROICA TESSERA CONSTANTIA ATQAE RELIGIO IN DELICIIS MAGNIFICENTIA SUPRA REGALEM IN CONSILIIS SAPIENTIA QUA AEVI SUI SALOMON AUDIIT IN VOTIS IMPLACABILIS IN CHRISTI HOSTES HOSTILITAS IN NUTU SEMPER VICTRIX AUTORITAS QUAE NUPER QUAM MAJOR PRIVATO FUERIT IN PRIVATO FELICITER OSTENDIT INGENIORUM ERUDITIONI ANIMORUM PIETATI COELITUM PLAUSUI RESTITUTA SOCIETAS JESU SI HEU NIMIS BREVE PRINCIPATUS SPATIUM QUOD MENSE POST ANNUM PRIMUM SEXTO ABSOLVIT GESTORUM GRANDITATE PROTENDIT ATQUE UT ETIAM POST FATA REIP. PRODESSET FLORENTISS. SOBOLEM PATRIAE OPPIGNORAVIT EX LEONARDO FRATRIS FILIO QUI OPUM HERES SECTATOR OPERUM REIP. PROCURATOR PATRUUM AMANTISS QUA DEBUIT PIETATE VIVUM COLUIT QUA POTUIT REDIVIVUM PATRIAE REDDIDIT |

Над антеблементом четыре колонны из чёрного мрамора поддерживают архитрав, на котором расположен памятник Джованни Пезаро, обращающегося к народу. Рескин писал об этой скульптуре, что «фигура дожа выступает вперед, протянув руки публике, будто напрашивается на аплодисменты»
Над ним два ангела несут герб семьи Пезаро. Между верхними колоннами четыре аллегорические фигуры: слева Монашество и Отвага, справа Согласие и Справедливость. Ниже аллегорических фигур скульптура гения и трёх женщин.
Надпись внизу: «VIXIT ANNOS LXX» (Прожил 70 лет), «DEVIXIT ANNJ MDCLIX» (умер в 1659), надпись под статуей Пезаро «HIC REVIXIT ANNO MDCLXIX» (Перенесен для жизни здесь в 1669).
Справа от памятника крещальная купель и статуэткой Богородицы (XVII век).

#### «Мадонна Пезаро» Тициана

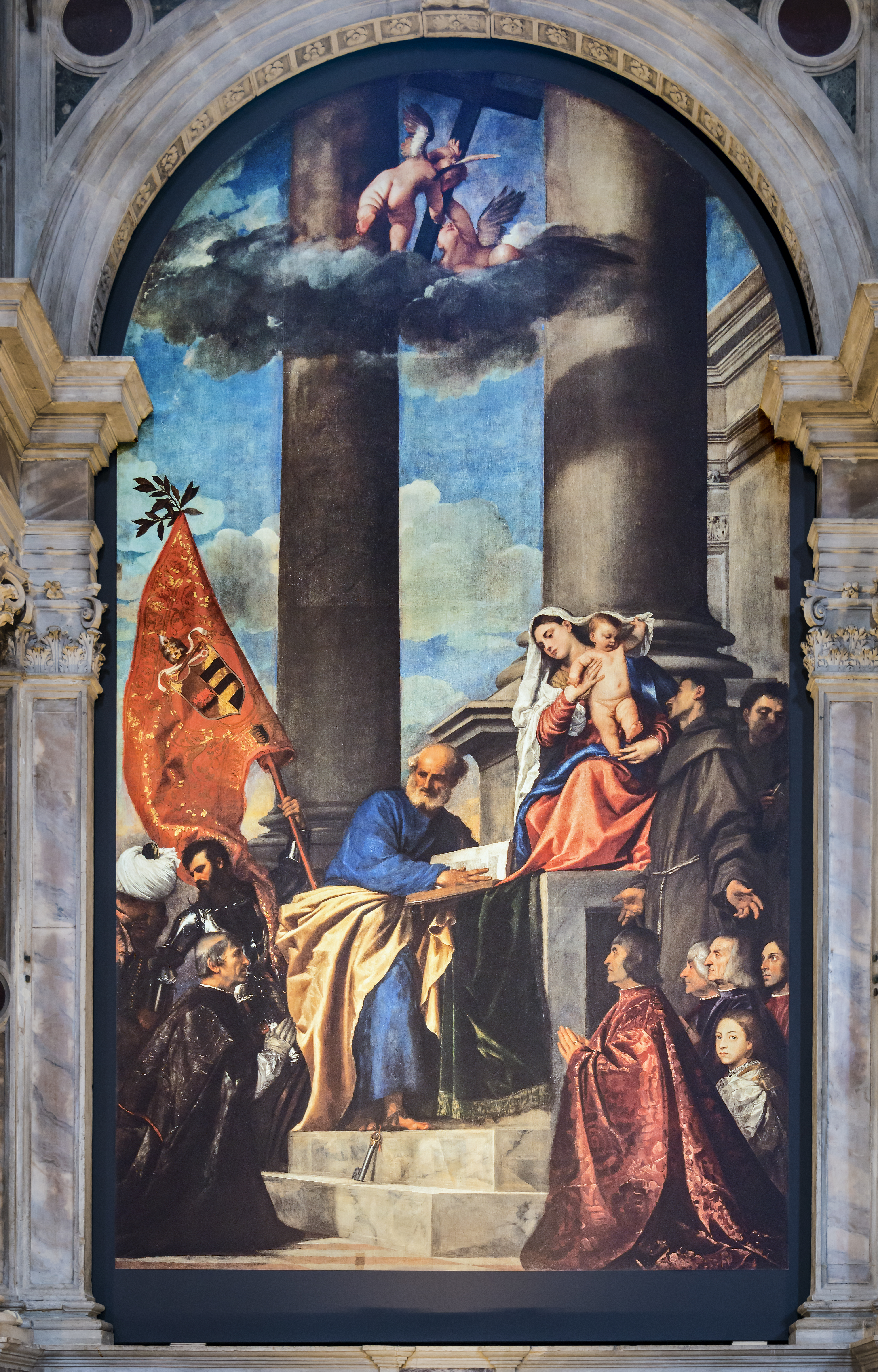
Тициан. Мадонна Пезаро

Ренессансный алтарь работы братьев Ломбардо украшает одна из лучших работ Тициана — «Мадонна Пезаро» (1519—1526), заказанная командующим в войне с турками и епископом Пафоса (Кипр) Якопо Пезаро, и изображающая Марию с Младенцем, в окружении семейства Пезаро. Размер картины 4.85 на 2.70 метров.
На картине Тициана Святой Петр останавливает чтение, отметив место пальцем, и представляет епископа Якопо Пезаро (коленопреклоненная фигура слева) с семьёй Мадонне, а святой Франциск представляет их младенцу Христу. Красный флаг с гербом папы Александра VI и фигура пленного турка в тюрбане напоминает о роли Якопо Пезаро в победе Ватикана над турками в морской битве 1503 года, в которой Пезаро командовал 20 галерами. За святым Франциском видна фигура святого Антония. Ниже святых расположены братья Якопо Пезаро: Франческо (одет в пурпурную мантию), Антонио, Фантино и Джованни. Юноша в белой одежде, который всегда смотрит на зрителя картины — Леонардо, сын Якопо Пезаро.
В «Мадонна Пезаро» Тициан впервые поместил персонажей асимметрично, Мадонна и Сын находятся не в центре картины, однако благодаря нахождению выше остальных и игре света остаются смысловым центром сюжета. Две огромные колонны на заднем плане, освещенные внизу божественным светом, уходят в небо, расширяя пространство картины. Замечательные портреты членов семьи Пезаро в правом нижнем углу композиции — одно из высших достижений Тициана-портретиста — создано не без влияния фигур на фреске Рафаэля «Месса в Больсене» в Ватикане.
Якоб Буркхардт писал, что эта работа Тициана невозможно красива, а Франц Куглер, что картина превосходна правдива и жизненна.
Справа от картины памятник Якопо Пезаро († 1547) работы братьев Ломбардо (1524), заказанный епископом ещё при жизни, потомки только добавили на неё дату смерти. Под памятником эпитафия Пезаро самому себе:

Якопо Пезаро, епископ Пафоса, победивший турок в войне, себя в мирное время, вознесшийся от благородных венецианцев к августейшим благородным ангелам, лежит здесь в ожидании блистательной короны, которую только Суд должен возложить на него в последний день. Прожил годы Платона. Умер 24 марта 1547 года.

Оригинальный текст (лат.)IACOBVS PISAVRIVS Paphi Episcopus, qui Turcas bello, se ipsum pace vincebat, ex nobili inter Venetos ad nobiliorem inter angelos familiam delatus, nobilislimam in illa die Coronam justo judice reddente hic situs expectat. Vixit annos Platonicos. Obiit M. D. XLVII. IX. Kal. Aprilis

Слева от алтаря погребальная урна XIII века с прахом Джузеппе Вольпи († 1947), графом Мисуратским и прокуратором собора св. Марка. Вольпи был крупным бизнесменом, президентом Биеннале и министром финансов при Муссолини, однако разошёлся с ним в 1943 году, был арестован, но сумел бежать в Швейцарию. Рядом с урной не взорвавшаяся австрийская бомба, сброшенная на церковь 27 февраля 1918 года.

#### Капелла Св. Петра
Также называется капеллой Эмилиани по имени Пьетро Миани (или Эмилиани), епископа Виченцы, который построил её в 1432 году. Могила Пьетро Миани († 1464), работы ученика Далле Мазенье, находится на лицевой стене капеллы. Над саркофагом расположены статуи святых Филиппа, Фантино, Петра, Иоанна Крестителя и Иоанна Богослова. Над алтарем расположен запрестольный образ также работы школы Далле Мазенье (1432). Сверху расположены скульптуры святых Люсии и Екатерины Алексанрийской, Мадонны с Младенцем, и святых Марии Магдалины и Клары. Снизу святые Иероним, Иоанн Креститель, Пётр, Иаков, и Франциск.
Картина на стене, изображающая «Страшный Суд», работы Андреа Микьеля, также известного как Вичентино.
Над дверью наружу находится распятие работы конца XV века.

#### Левый придел
За входом в часовню святого Петра памятник XVII Джироламо Веньеру, наместнику Удине.
Украшенная барельефом дверь ведет в кампанилу собора. На мраморном барельефе XIV века изображены Мадонна с Младенцем и святые Франциск, Антоний, Пётр и Людовик Тулузский. Над дверью картина 1670 года работы Пьетро Негри, изображающая иерархию францискансих деятелей. В верхней части картины портрет отца Агостино Маффея.
Рядом с дверью три картины Андреа Вичентино изображающие семь дел милости телесной: алчущего напитать, жаждущего напоить, нагого одеть, странника принять, болящего проведать, заключенного в тюрьме навестить, похоронить умершего в бедности и убожестве и чаша со святой водой, украшенная статуэткой святого Франциска.

### Левый трансепт
Левый трансепт декорирован готической панелью из орехового дерева работы братьев Лоренцо, Христофоро Каноци и немецких мастеров (XV век). Над панелью памятник Дженерозе Орсини, жене Луке Цена, прокуратора Собора Святого Марка, и их сыну Маффео Цену († 1498)

с урной работы Пьетро Ломбардо или Антонио ди Верона и эпитафией

Господь наш Иисус с Дженерозой Орсини, женой его светлости, и просвещенным сыном Маффеем. Лука Цен — прокуратор собора Св. Марка
Оригинальный текст (лат.)Deus Jesus meus Genorosae Ursinae uxori clariss. Maffeo filio viro eruditiss. Lucas Zeno Proc. D. Marci V.F.

На боковой стене картина Андреа Вичентино «Богоматерь с Младенцем и святые».
Над дверью картина «Избиение младенцев» Николо Бамбини, справа «Медный змий» Андреа Вичентино.
Раньше в трансепте находилась ныне разрушенная могила Людовико Фоскарини, прокуратора Собора Святого Марка († 1498), работы Пьетро Ломбардо.

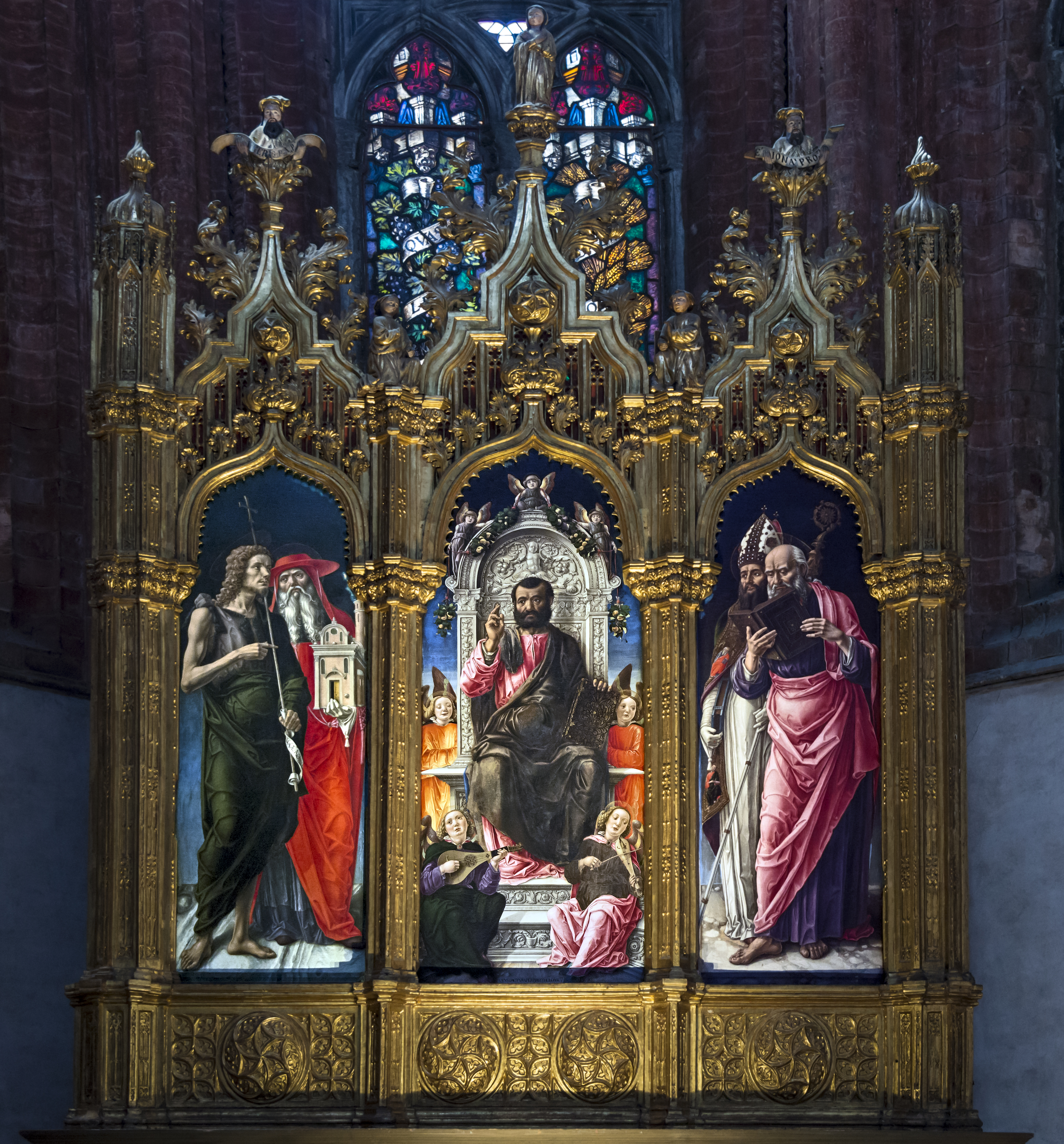
Триптих Св. Марка. Бартоломео Виварини

#### Капелла Св. Марка (капелла семейства Корнер)
Капелла добавлена по заказу Джованни Корнера к собору в 1420 году, и посвящена Святому Марку в честь дожа Марко Корнер, дяди Джованни. Рядом с дверным проемом памятник Фредерико Корнер, отцу Джованни и брату Марко. Ангел со свитком, на котором выгравирована эпитафия Федерико Корнер (XV), герою войны Кьоджи с Генуэй. Этот памятник, работы школы Донателло (или Якопо Падуанского), считается одним из самых красивых памятников венецианского Ренессанса
. Окружает памятник одноцветная фреска приписываемая Анреа Мантенье или его ученику Якопо Паризати. Мраморные фризы под скамьёй работы братьев Ломбардо.

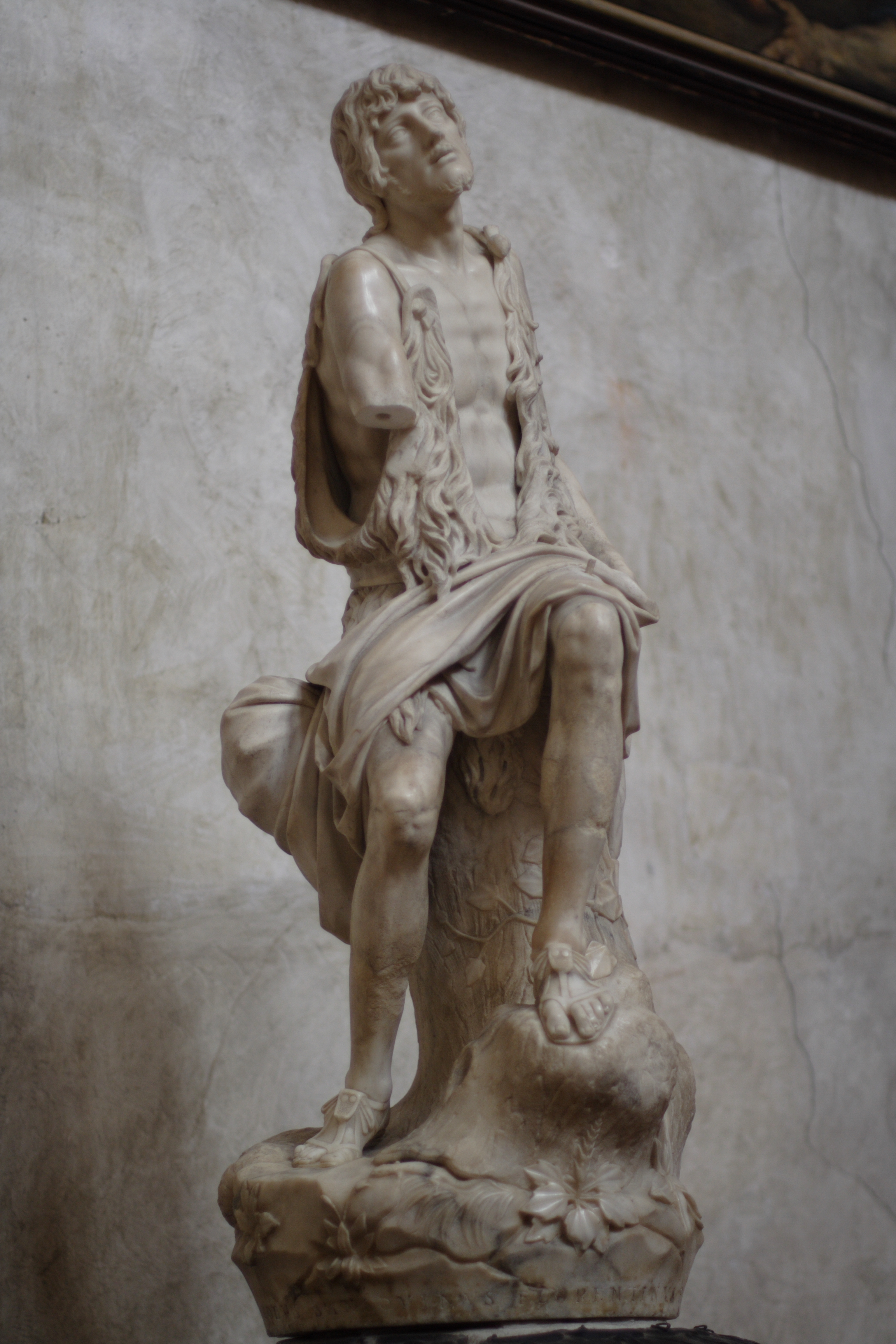
Сансовино. Иоанн Креститель

Алтарный образ работы Бартоломео Виварини «Святой Марк в окружении ангелов-музыкантов и Святых Иоанна Крестителя, Иеронима, Николая и Павла» (1474)
. В центре изображен Апостол Марк с ангелами, слева Иоанн Креститель и Иероним Стридонский, справа Апостол Павел и Николай Чудотворец. Великолепная деревянная рама триптиха — шедевр готического искусства.
На раскрашенных окнах апсиды, работы XV века, изображены Мадонна, Иероним Стридонский, Екатерина Александрийская, Апостол Марк, Григорий Великий и Святая Лучия.
Над крещальной купелью — скульптура Сансовино «Иоанн Креститель» (1554). Раньше скульптура находилась в Флорентийской капелле, где хотел быть похоронен Сансовино и в часовне Святого Петра.
На противоположной от алтаря стене картина Якопо Пальма Младшего «Сошествие Христа в ад»
.

#### Капелла миланцев

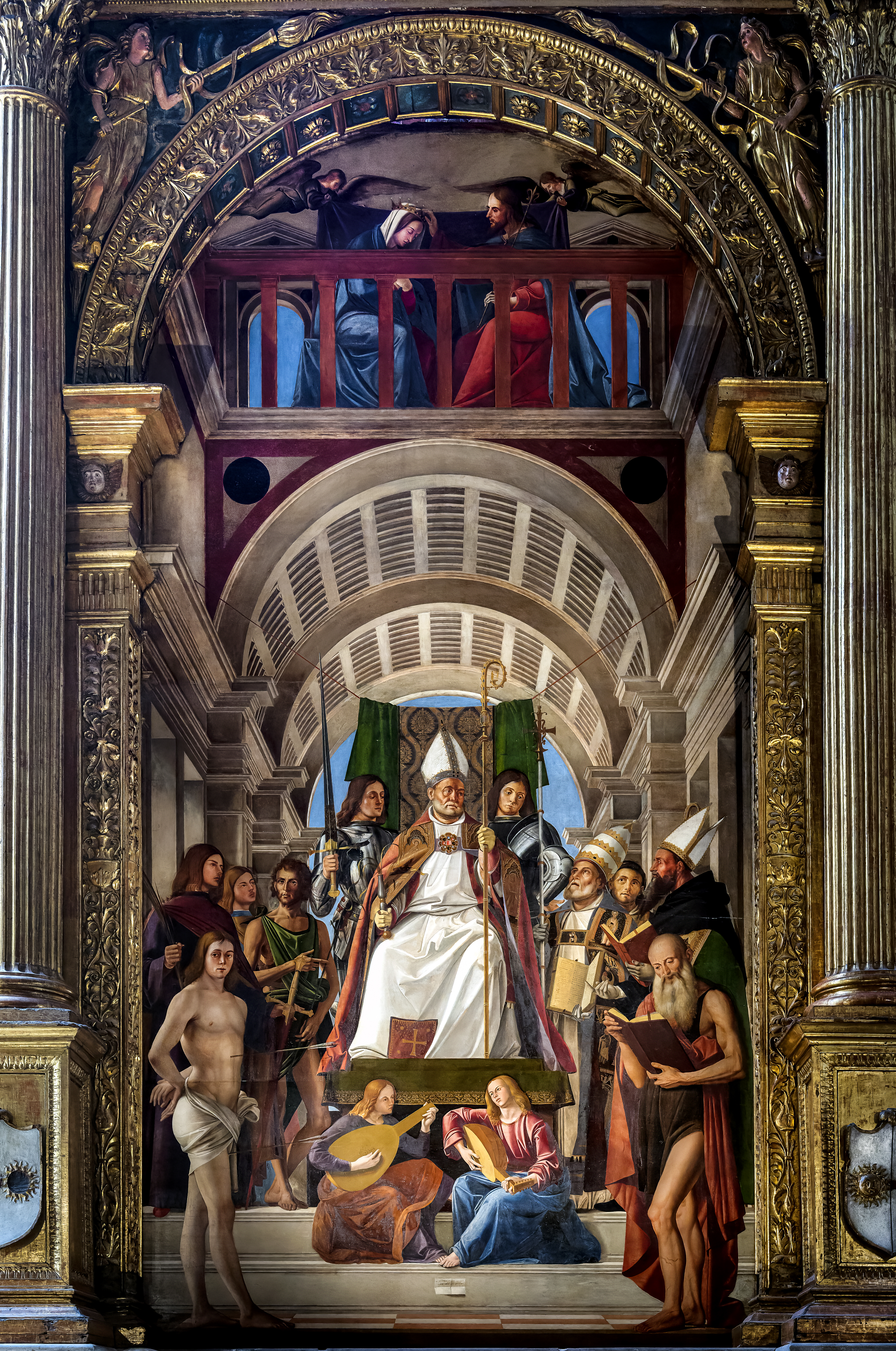
Альвизе Виварини. Святой Амвросий

В 1421 году, согласно эпиграфу, капелла, оформленная на деньги ломбардийской колонии, была в присутствии официальных лиц освящена епископом Комо.
Альвизе Виварини получил заказ на алтарный образ, прославляющий небесного покровителя Милана, «Святой Амвросий Медиоланский на троне, с ангелами-музыкантами и восемью Святыми». Смерть помешала Виварини закончить картину, и она была закончена Марко Базаити в 1503 году
, о чём свидетельствует надпись на картине:

Роковой жребий на дал закончить Виварини. Славное дело продолжил Марко Базаити
Оригинальный текст (лат.)Quod Vivarine tua fatali sorte nequisti. Marcus Basitus  nobile prompsit opus

В центре картины на троне Амвросий Медиоланский. Слева от него Григорий Великий, Аврелий Августин и Иероним Стридонский, справа — Иоанн Креститель, Святой Себастьян и Людовик Святой. В верхней части картины Христос возлагает корону на Богородицу.
На правой стене капеллы картина XVI века работы венецианца Джованни Контарини «Святой Амвросий изгоняет ариан из Милана». Над ней картина XVII века работы Тициано Вичеллио (внучатый племянник великого живописца), известному как Тицианетто, «Святой Карло Борромео раздающий милостыню». На левой стене ещё две работы Тицианетто — «Святой Амвросий отказывает императору Феодосию в посещении церкви» (Амвросий наложил епитимью на императора Феодосия за убийство фессалоникийцев) и «Святой Карло Борромео причащает больных чумой».
В центре капеллы на полу могилы знаменитых членов миланской скуолы, среди них могила композитора Клаудио Монтеверди.

#### Капелла архангела Михаила (капелла семейства Тревизан)
Капелла была посвящена Архангелу Михаилу в 1348 году.
На алтаре работы XV века три скульптуры: Архангел Михаил и Святые Франциск (или Антоний) и Себастьян флорентийской школы.
На правой стене памятник знаменитому командующему венецианским флотом в войне с турками, кондотьеру Мельхиору Тревизани работы Лоренцо Бреньо (1500). Тревизани заслужил благодарность францисканцев также тем, что в 1480 году подарил им раку «Святой Крови Христовой», которую привез из Константинополя.
На левой стене памятник XIV века французскому рыцарю, вероятно крестоносцу. Над могилой картина Джузеппе Анджели, изображающая Богоматерь и Святых Антония, Лоренцо Джустиниани, Аврелия Августина и Бернарда Ментонского.

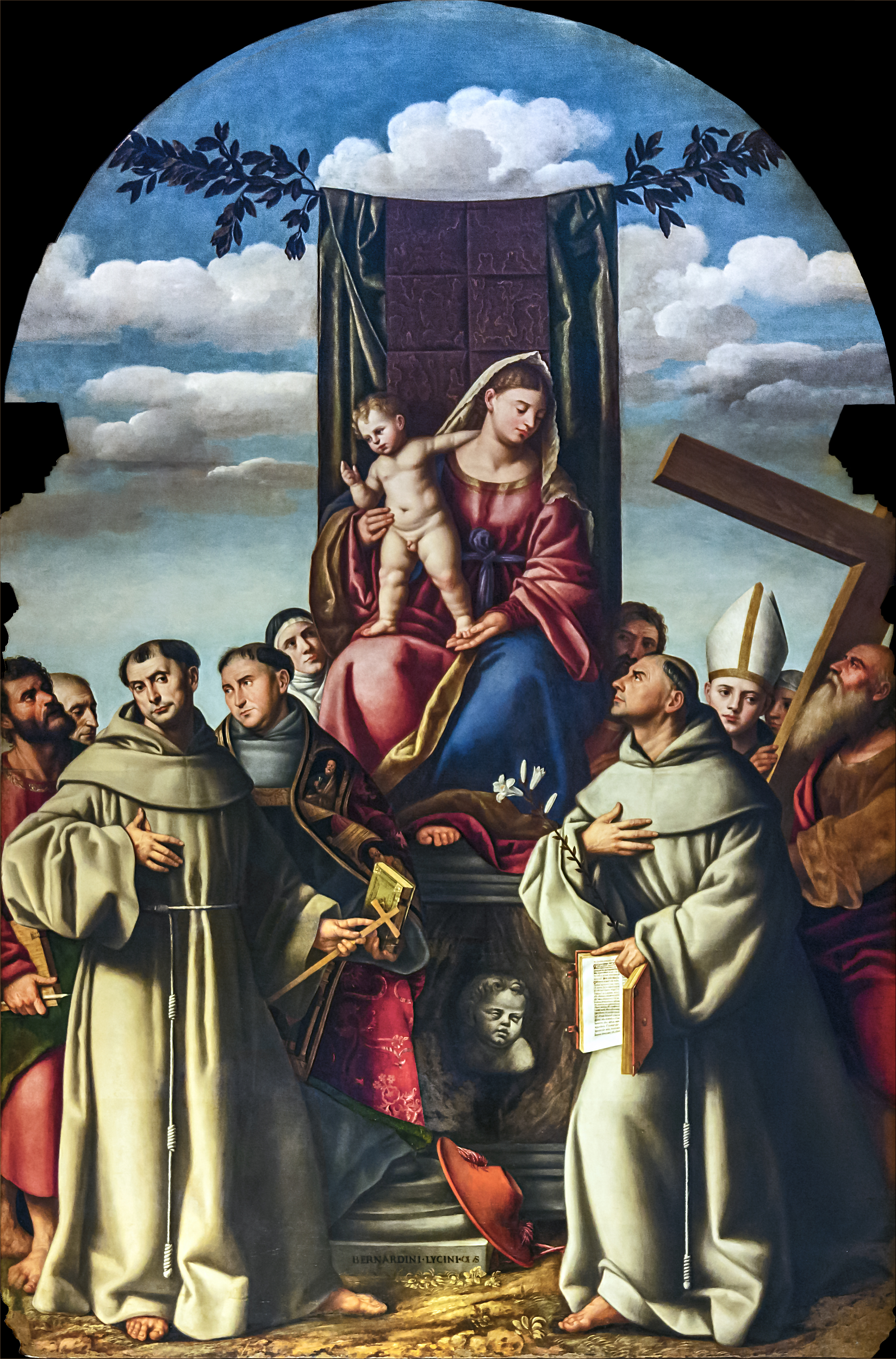
Б. Личинио. Мадонна и святые

#### Капелла Святых францисканского ордена
Алтарная картина, работы Бернардино Личинио, изображает Мадонну с Младенцем, Святыми Марком, Франциском, Бонавентурой и Кларой слева, Святыми Иоанном Крестителем, Антонием Людовиком Тулузским и Андреем справа. Слева картины, за Святыми Марком и Франциском, видно лицо отца Антонетто, который заказал эту картину Личино. Сбоку от картины скульптуры Святых Франциска и Елены работы учеников Виттория (1585).
На левой стене картина Бернардино Личинио, изображающая пять францисканских мучеников: Бернардо, Пьетро, Аккурсио, Адиуто и Оттона, принявших смерть в Марокко. Над ней картина Андреа Вичентино «Святой Франциск получает освобождение грехов от папы Гонория III» (1588)
На правой стене памятник прокурору Николо Лиону († 1356), который раскрыл заговор дожа Марино Фальера. Над ним картина Пальмы Младшего «Святой Франциск получает поддержку своих принципов от папы Гонория»
.

### Алтарь и центральная часть
Предположительно Фрари стала второй церковью Венеции, после базилики Сан-Марко, которая ввела постоянную должность руководителя музыкальной капеллы. Многие из музыкантов базилики Сан-Марко жили в монастыре Фрари, а выдающийся музыкант и капельмейстер Сан-Марко Клаудио Монтеверди похоронен капелле миланцев. С начала XVII века в центральной части Фрари расположено два органа: основной, работы Гаэтано Каллидо, и камерный, для малых богослужений, работы Джованни Баттиста Пьяджиа. Капельмейстер начала XVIII века Заккария Тено стал известным музыкальным теоретиком, опубликовав трактат «Il musico testore» (Музыкальное завещание).
Слева от главного алтаря находится крест с одноцветным изображением Христа, который был сделан во 2-й половине XIII века и висел в алтарной части собора второй постройки. В церкви третьей постройки крест неоднократно менял местонахождение. В XV—XVI столетиях этот крест висел в алтаре скуолы Страстей Господних, находящемся там, где сейчас могила Тициана. Во время реставрационных работ в 1970-х годах сзади креста обнаружили слой краски, с фрагментом картины изображающей Святого Марка. Сняв слой краски XIX века с передней части креста реставраторы обнаружили картину XIII века, выполненную темперой, на которой изображен мертвый распятый мужчина с набедренной повязкой, похожую на картины умбрийской школы того же периода.

#### Хоры

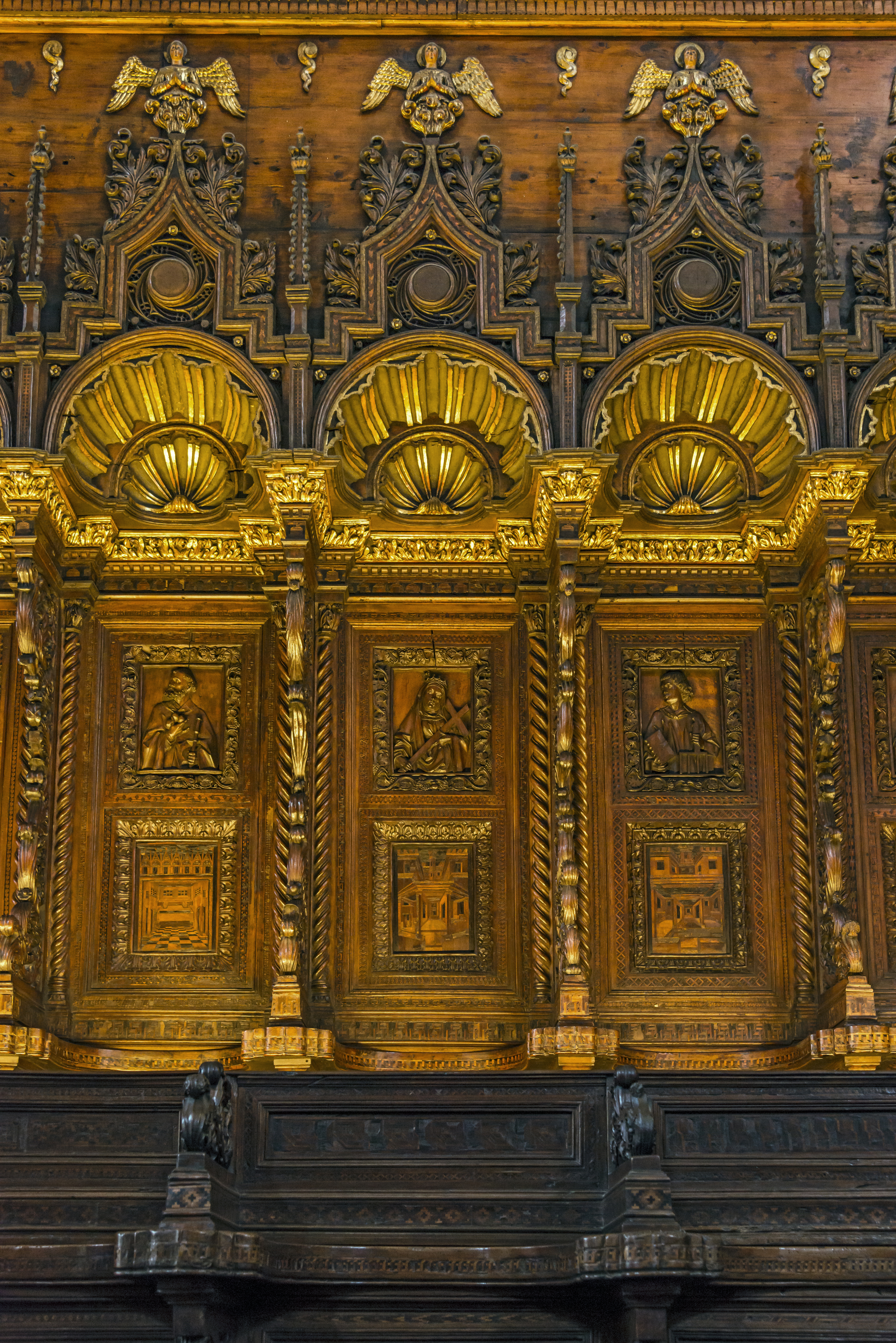
Резные сидения хора

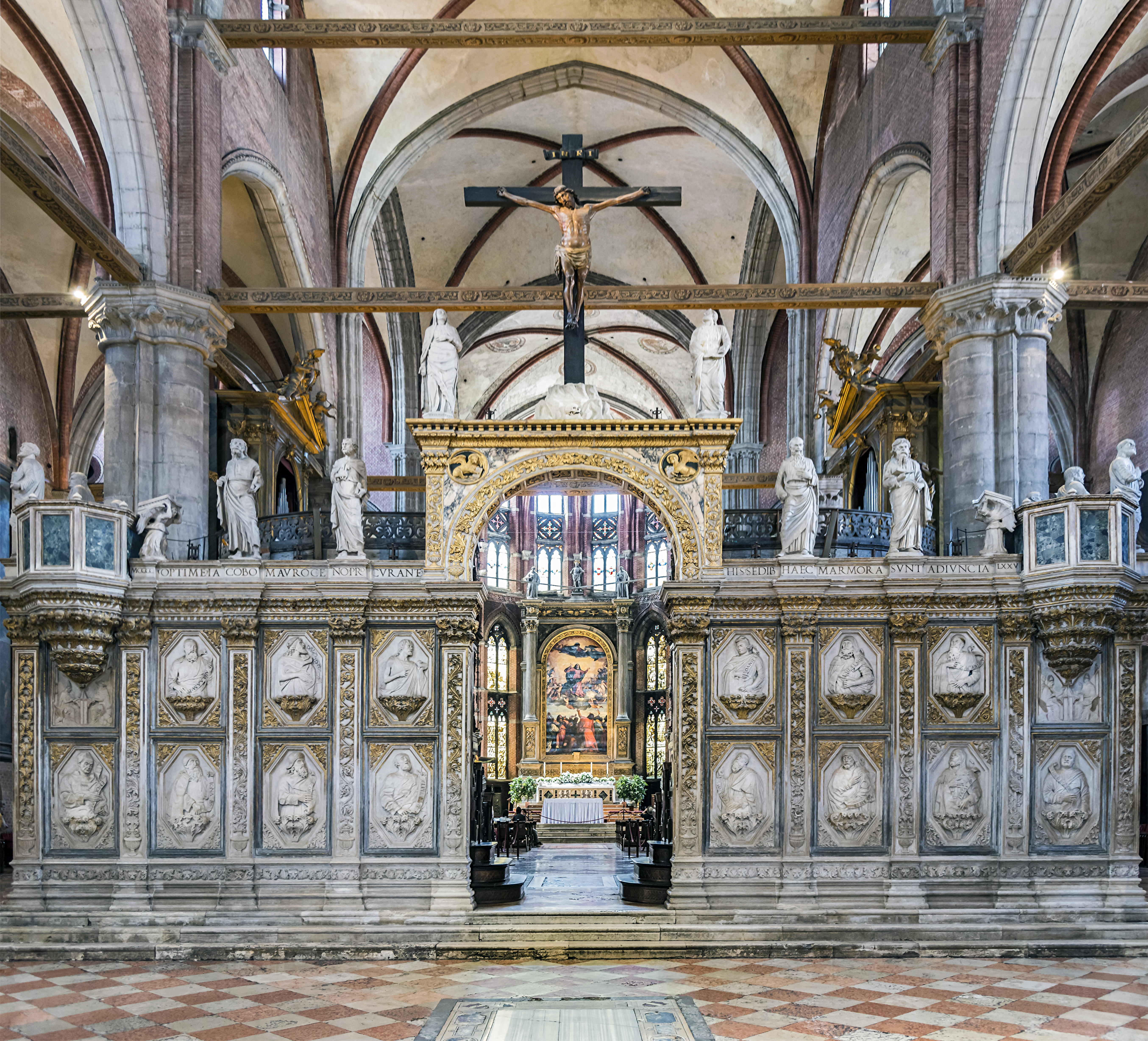
Барельефы хора

В центре главного нефа, перед алтарем, находятся 124 стасидии (монашеские кресла, 50 в верхнем ряду, 40 в среднем и 34 в нижнем), вырезанные из дерева в мастерской Марко Коцци (1468). Средневековый монах Лука Пачоли указывал на участие в работе также Лоренцо из Лендинары (Lorenzo da Lendinara).
Согласно историку базилики Антонио Сартори на стасидиях, начиная от входа со стороны сакристии, вырезаны двадцать пять фигур: Христос, далее святые Франциск Ассизский, Антоний Падуанский, Захария, Иероним Стридонский, папа Стефан, апостол Петр, апостол Андрей, апостол Фома, Левий Матфей, Людовик IX Святой, Клара Ассизская, Бонавентура, Лаврентий, Елена Равноапостольная, Николай Чудотворец, Анна, Бенедикт Нурсийский, Симон Сток, аббат Бернар Клервосский, Себастьян, Антоний Великий, Агнесса Римская, Великомученик Пантелеймон, Мария Магдалина.
С противоположной стороны двадцать пять фигур: Христос, Дева Мария, святые Людовик Тулузский, Иоанн Креститель, Бернардино Сиенский, Григорий Великий, апостол Павел, блаженный Джентиле Мателикский, святые Доминик, Евангелист Лука, Иоанн Богослов, Екатерина Александрийская, Анджела из Фолиньо, Варвара, апостол Марк, Архангел Михаил, Аврелий Августин, Маргарита Кортонская, Елизавета Венгерская, Иаков Зеведеев, Маргарита Антиохийская, Амвросий Медиоланский, Христофор, Люсия и Марко Коцци из Виченцы — резчика стасидий.
С внешней стороны хоров перегородка и барельефы, начатые в мастерской Бона и законченные в 1475 в мастерской братьев Ломбардо и изображающие ветхозаветных персонажей. Слева от алтаря барельефы: Авраам, Давид, Иоанн Креститель, Енох, Иона, Иаков, Елисей, Даниил, Иеремия, Захария, Моисей, Илия, Исаия, и прокуратор базилики Фрари Джакомо Морозини. Со стороны кампанилы барельефы: Самуил и Аввакум, на противоположной стороне Исаак и Иезекииль. Ниже кафедры барельефы четырёх великих отцов церкви: святые Амвросий Медиоланский, Григорий Великий, Аврелий Августин и Иероним Стридонский.
Над хорами — статуи восьми апостолов, святых Антония и Франциска и распятие работы Андреа дель Верроккьо, статуи Мадонны и святого Иоанна Евангелиста, бюсты святых Бернардино и Людовика Тулузского работы Пьетро Ломбардо.

#### Главная капелла
Витражи центральной апсиды, работы миланского мастера Джованни Бельтрами (1907), изображают эпизоды из жизни Святых Франциска и Антония Падуанского.

#### Надгробие дожа Николо Трона

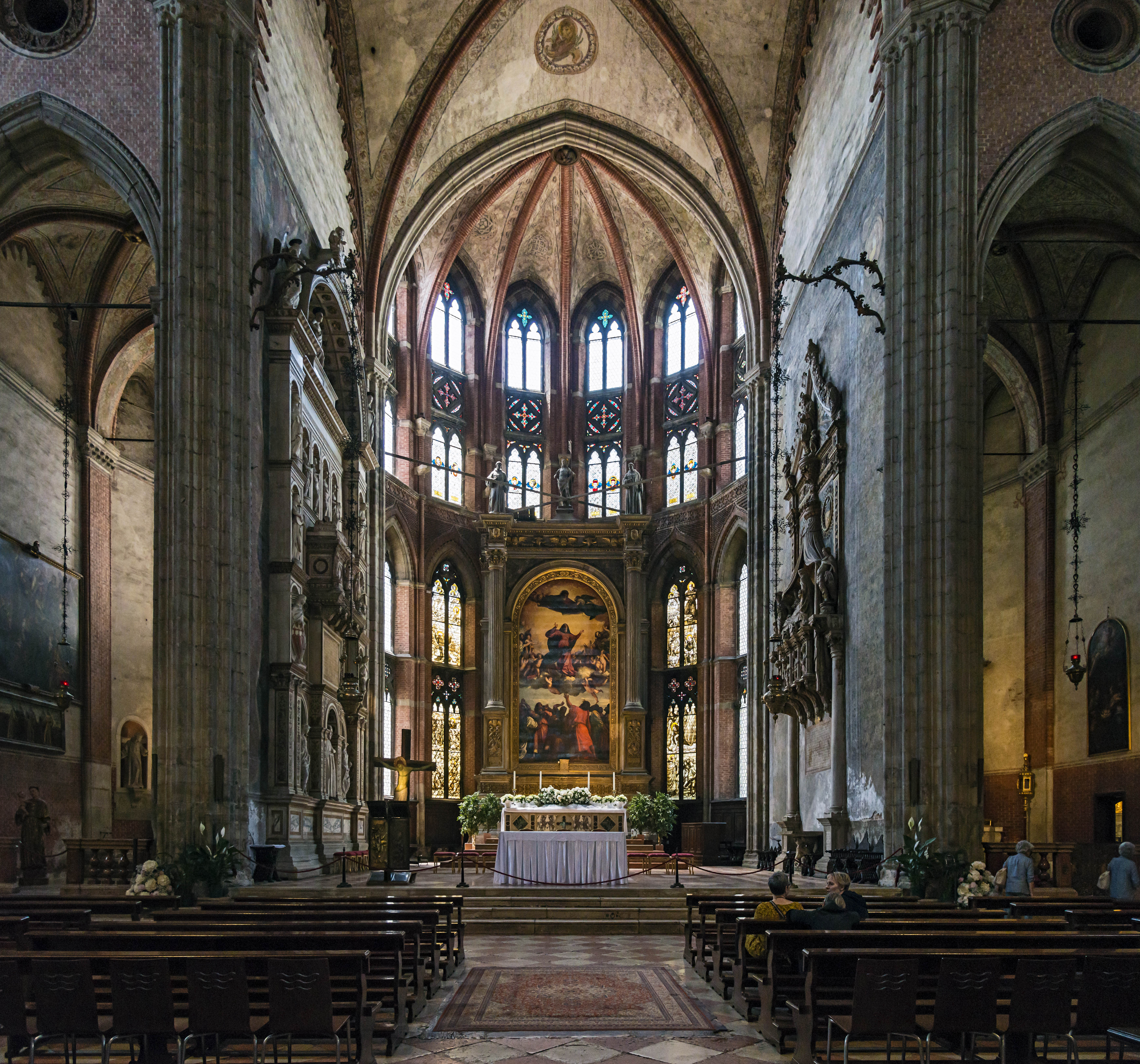
Апсида и главный алтарь церкви. Памятник Николо Трону (слева)

Слева от главного алтаря находится памятник дожу Николо Трону, работы Антонио Риццо, который считается лучшим венецианским надгробием. Николо Трон — первый дож, изображенный на памятнике живым, а не в гробу.
Монумент состоит из четырёх рядов скульптур, некоторые из которых испытали влияние падуанской школы. В центре нижнего ряда сам Николо Трон, справа от него Благотворительность (дож пожертвовал своё имущество Венеции), слева Вера.
В центре следующего ряда эпитафия дожу, два барельефа, и две скульптуры рыцарей держат герб семейства Трон.
В третьем ряду саркофаг дожа с тремя статуями: Благоразумие, Мудрость и Храбрость. По бокам саркофага фигуры Песни и Гармонии.
В четвёртом ряду семь статуй, изображающих добродетели и аллегории.
В люнете в центре Воскресший Христос с фигурами Благовещения по сторонам. Над люнетом скульптура Бога Отца

#### Главный алтарь. «Вознесение Девы Марии» (Ассунта) Тициана

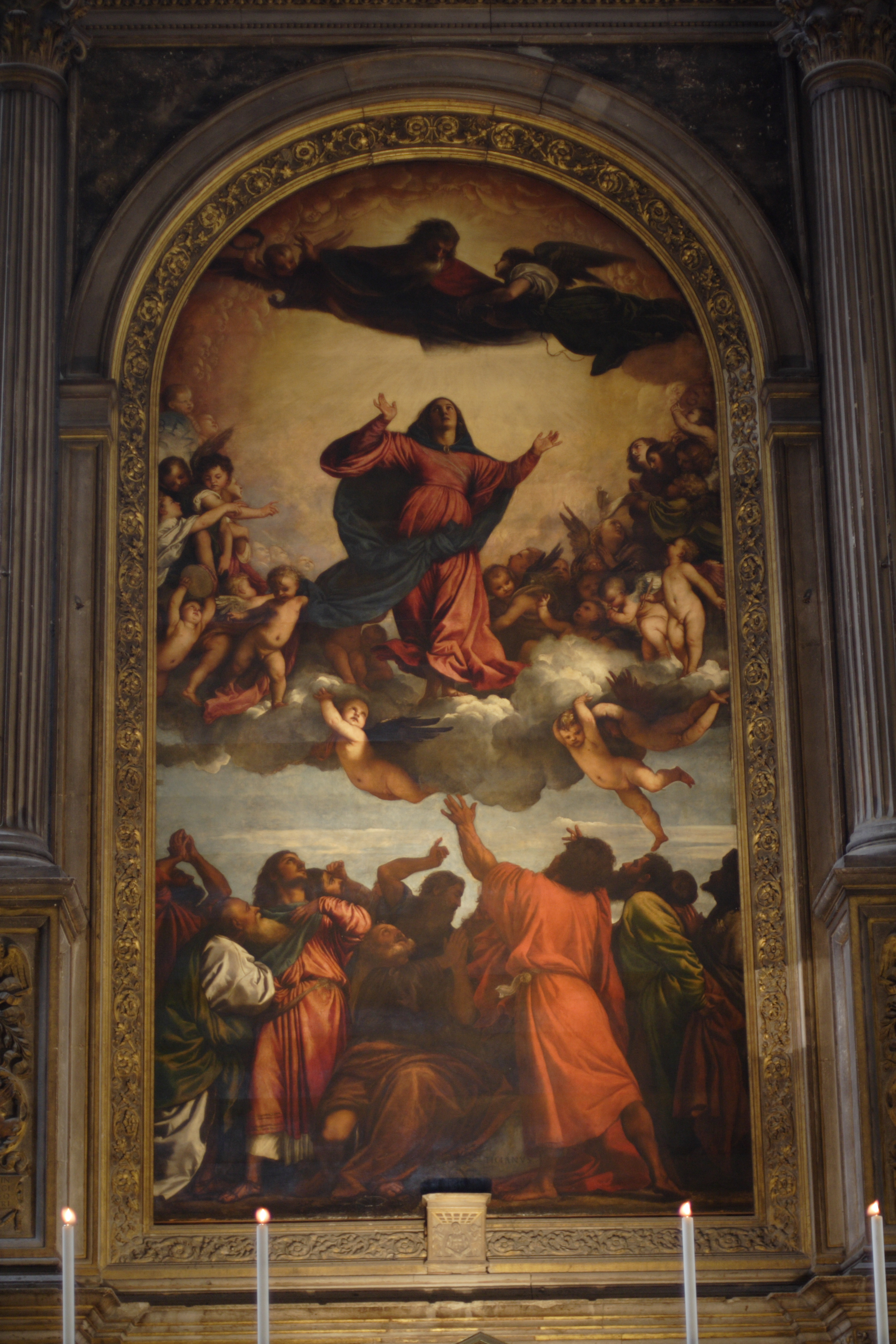
Тициан. Ассунта (Вознесение Девы Марии). 1518. Дерево, масло

Алтарь собора был освящен 13 февраля 1469 года и представляет собой две колонны, соединенные архитравом. Над архитравом — скульптуры работы Лоренцо Бреньо: в центре — скульптура воскресшего Христа, слева от Него — статуя Святого Франциска Ассизского, справа — Святого Антония (1516).
Важнейший шедевр базилики — «Вознесение Девы Марии», или «Ассунта» (итал. Assunta — «Вознесённая»), Тициана, была заказана художнику отцом Германо да Касале, и представлена 20 мая 1518 года. Размер картины 6,68 на 3,44 метра. Написана маслом на деревянном панно, составленном из нескольких досок. Расположена на горнем месте и доминирует над главным алтарем и над всей церковью. Большой размер центральной апсиды предоставил Тициану возможность использовать всё своё мастерство в передаче игры света и цвета. Цветовое решение шедевра создает эффект свечения, картина словно светится сквозь арку хоров при входе через центральный портал базилики. На обрамляющей раме — резные изображения Христа, снизу мёртвого, вверху живого, к которому как бы возносится Дева Мария. Композиция «Вознесения» состоит из трёх частей. В центре — окружённая светом и ангелами, образующими мандорлу, Богоматерь поднимается к Богу-Отцу. В верхней части картины Бог Отец, в спокойном величии и с любовью, ожидает Её. В нижней части картины — пораженные происходящим апостолы, в изумлении смотрят вверх: коленопреклоненный Святой Петр, молитвенно сложивший руки на груди, слева в красном плаще Андрей Первозванный, справа Апостол Фома указывает на Мадонну.
Известный немецкий историк искусства Франц Теодор Куглер писал о «Вознесении»: «Мадонна представляет собой мощную фигуру, стремительно несущуюся вверх божественным побуждением. Лицо, фигура, осанка, одежды и цвета — всё красиво. Её окружает обворожительная группа ангелов-младенцев, внизу в торжественных позах стоят апостолы, глядя вверх»
. Канова считал «Вознесение» лучшей картиной в мире.
В 1817 году, по распоряжению директора венецианской Академии Леопольдо Чиконьяра, «Вознесение» было перенесено в Академию, так как копоть от свечей угрожала сохранности картины, а на её место была помещена картина «Ассунта» Джузеппе Порта, известному также как Джузеппе Сальвиати. Во время мировых войн картина Тициана хранилась в Пизе и в Ка-Реццонико. 13 августа 1945 года была торжественно возвращена в базилику.

#### Надгробие дожа Франческо Фоскари
Памятник дожу Франческо Фоскари († 1457), по одной версии работы Антонио и Паоло Бреньо, по другой — флорентийца Николо ди Джованни, сделан в переходной манере от готики к ренессансу (конец XV века). Фоскари успешно воевал с Миланом, однако сын дожа был изгнан из Венеции за коррупцию и убит, а самого Фоскари Совет Десяти заставил отречься. Через неделю после отречения он умер, в то самое время, когда звон колоколов возвещал об избрании следующего дожа.
Саркофаг дожа поддерживается четырьмя карнизами, украшенными Верой, Надеждой и Милосердием — тремя теологическими добродетелями, по бокам от них Святые Антоний Падуанский и Марк. По углам саркофага находятся аллегорические изображения Четырёх христианских Добродетелей: Храбрость, Справедливость, Благоразумие и Умеренность. Два воина по сторонам саркофага несут щит дожа и поддерживают балдахин. Над балдахином Воскресший Христос общается с душой дожа в виде маленького мальчика.
Справа от памятника находится деревянное Распятие XIII века из Умбрии.

### Правый трансепт
Перед Флорентийской капеллой на полу собора могилы художников Джузеппе Ногари и Пьетро Сивоса.

#### Капелла Св. Иоанна Крестителя (Флорентийская капелла)

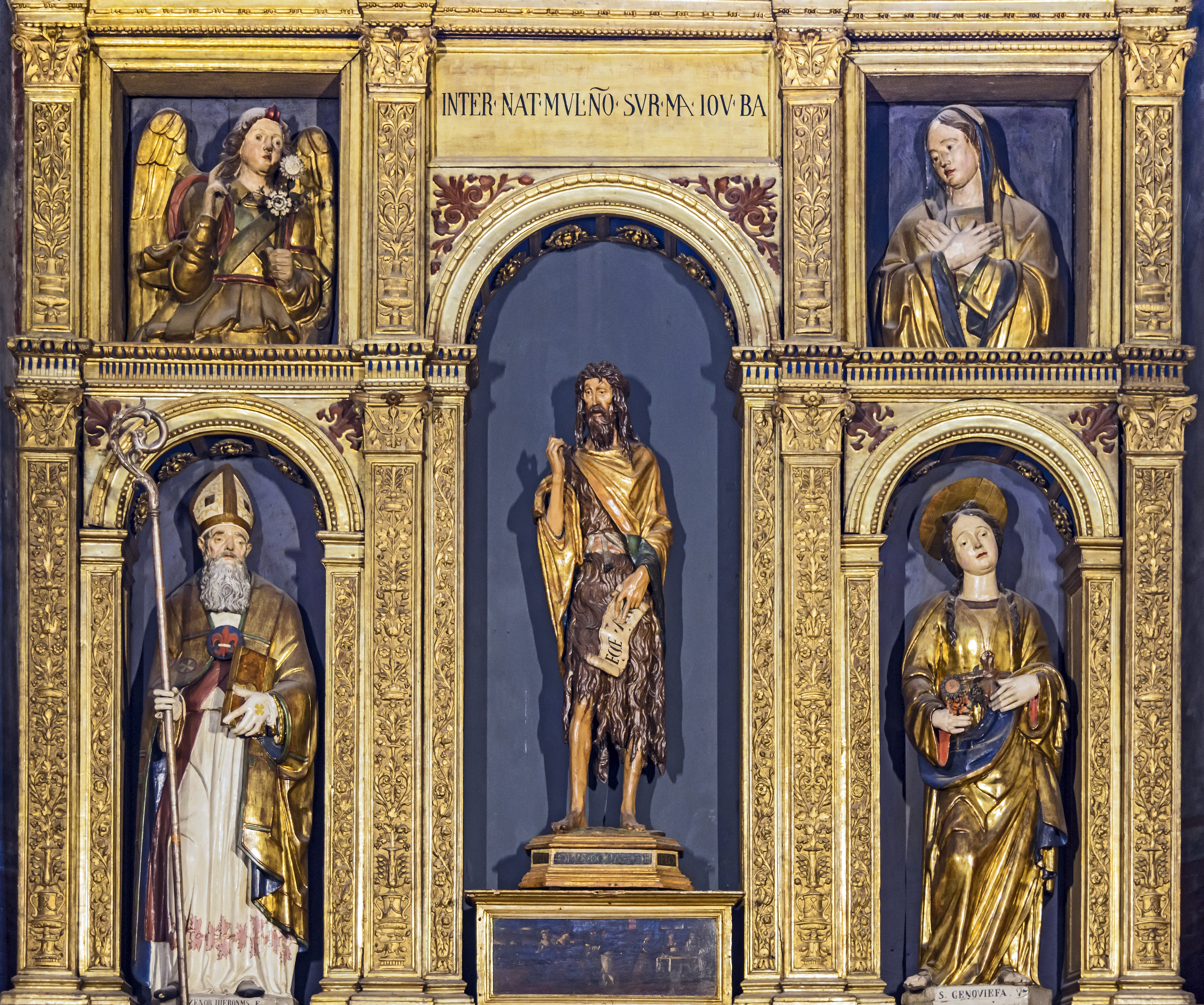
Донателло. Иоанн Креститель

Основная работа в капелле — деревянная статуя Иоанна Крестителя работы Донателло, единственная его работа в Венеции. Изначально предполагалась для капеллы в его родном городе. Реставрация скульптуры, законченная в 1973 году открыла надпись «Opus Donati de Florentia anno MCCCCXXXVIII», показывающую, что Донателло закончил эту работу в 1438 году. Ранее работа находилась перед часовней Распятия
, затем в часовне Святого Михаила.
Статуя находится в деревянном алтаре работы XV века. Справа от Иоанна Крестителя находится статуя Святого Зеновия, первого епископа Флоренции, слева — Святой Женевьевы, обе работы Джироламо. В верхней части алтаря Благовещение, над ним статуя Воскресшего Христа, возвышающегося над лилиями — символом Флоренции
На ступеньке алтаря сцена из церковной жизни, работа художника XVI века. Под алтарём деревянная статуя с мощами Блаженного Джентиле из Мателики, минорита, который погиб в Персии в 1340 году
.
На левой стене работа Умберто Мартина «Молитва Святого Франциска», на правой картина Оттавио Ангарана «Ясли».

#### Капелла Святых Даров
Ранее капелла называлась «Капеллой скуолы Святого Франциска», и герб скуоло до настоящего времени можно видеть над аркой.
Алтарь капеллы спроектирован в 1910 году Максом Онгаро и изготовлен Виченцо Кадорином.
На левой стене апсиды находятся памятник XIV века Арнольдо д’Эсте († 1337), на правой стене памятник флорентийскому посланнику в Венеции Дуччо Альберти († 1336).

#### Капелла семейства Бернардо
Фамильный склеп семьи Бернардо, построен на средства семьи в 1482 году.
Справа готическое надгробие Джироламо и Лоренцо Бернардо работы де Санти или братьев Далле Мазенье (1500).
Алтарь украшен полиптихом Бартоломео Виварини (1482). В центре полиптиха «Мадонна на троне с Младенцем на коленях», после чумы 1631 года называемая также «Мадонна Спасительница» (Madonna della Salute). Справа картина «Святые Петр и Павел», слева «Святые Андрей и Николай». Над центральной частью картина «Распятый Христос», отмеченная редкой цветовой гаммой.
Ренессансная рама алтаря работы Якопо де Фаэнца.

#### «Мёртвый Христос»
Мраморный барельеф работы XIII века изображает мёртвого Христа и плачущего ангела над ним. После постройки третьего собора в XIV веке барельеф был помещен на столб.

### Сакристия
В сакристию (ризницу), построенную в середине XVI века, ведёт дверь, украшенная памятником капитану Бенадетто Пезаро, работы Лоренцо и Джамбатисты Бреньо.
Бенадетто Пезаро командовал венецианским флотом и отвоевал у турок обратно острова Лефкас и Кефалиния. Пезаро умер на Корфу в 1503 и завещал быть похороненным в базилике Фрари.
В центре памятника Бенедетто Пезаро в матросской шапочке. Справа от него бог морей Нептун с трезубцем, слева — бог войны Марс, обе скульптуры работы тосканского мастера Бачьо из Монтелупы. Под скульптурой Пезаро изображение крепостей островов Лефкас и Кефалиния. Над Пезаро в середине фронтона скульптура Богоматери.
Справа от кованной решётки часы в резной рамке из кипариса, изображающей аллегорию времени, работы Франческо Пьянта Младшего (XVII век)
. Справа от часов картина «Пьета» ученика Тициана Николо Франджипане (1593), изображающая Деву Марию, Христа, Марию Магдалину и Апостола Иоанна.
Слева от входа рака XV века работы Бартоломео Беллано, в которую ранее была помещена «Святая Кровь Христова»
 и две статуи святых Франциска и Ионанна Крестителя.
Над стойкой работы XVI века две картины Бонифацио Питати: «Соломон и Царица Савская» и «Поклонение волхвов». Фоном для первой картины служит венецианский пейзаж.
Перед пресвитерием находится Распятие работы школы Андреа Брустолона.
На арке, стенах и своде апсиды фреска работы Якопо Паризати де Монтанья «Благовещение». Боковая стена украшена двумя картинами: слева «Явление ангела Агари» (после изгнания Агари и Измаила, ангел напоил их водой в пустыне) работы Джамбатиста Питтони (XVIII век), справа «Сусанна и старцы» работы школы Пьяццетта
На левой стене сакристии — картина «Дева Мария, укрывающая страждущих своим плащом» (Мадонна Милосердия). По сторонам от фигуры Девы Марии — святые Марк и Франциск. Под ней картина «Мистическое обручение святой Екатерины» работы «Скуолы Мизерикордия» (Скуолы Милосердия).

#### Триптих «Мадонна на троне со святыми» Джованни Беллини

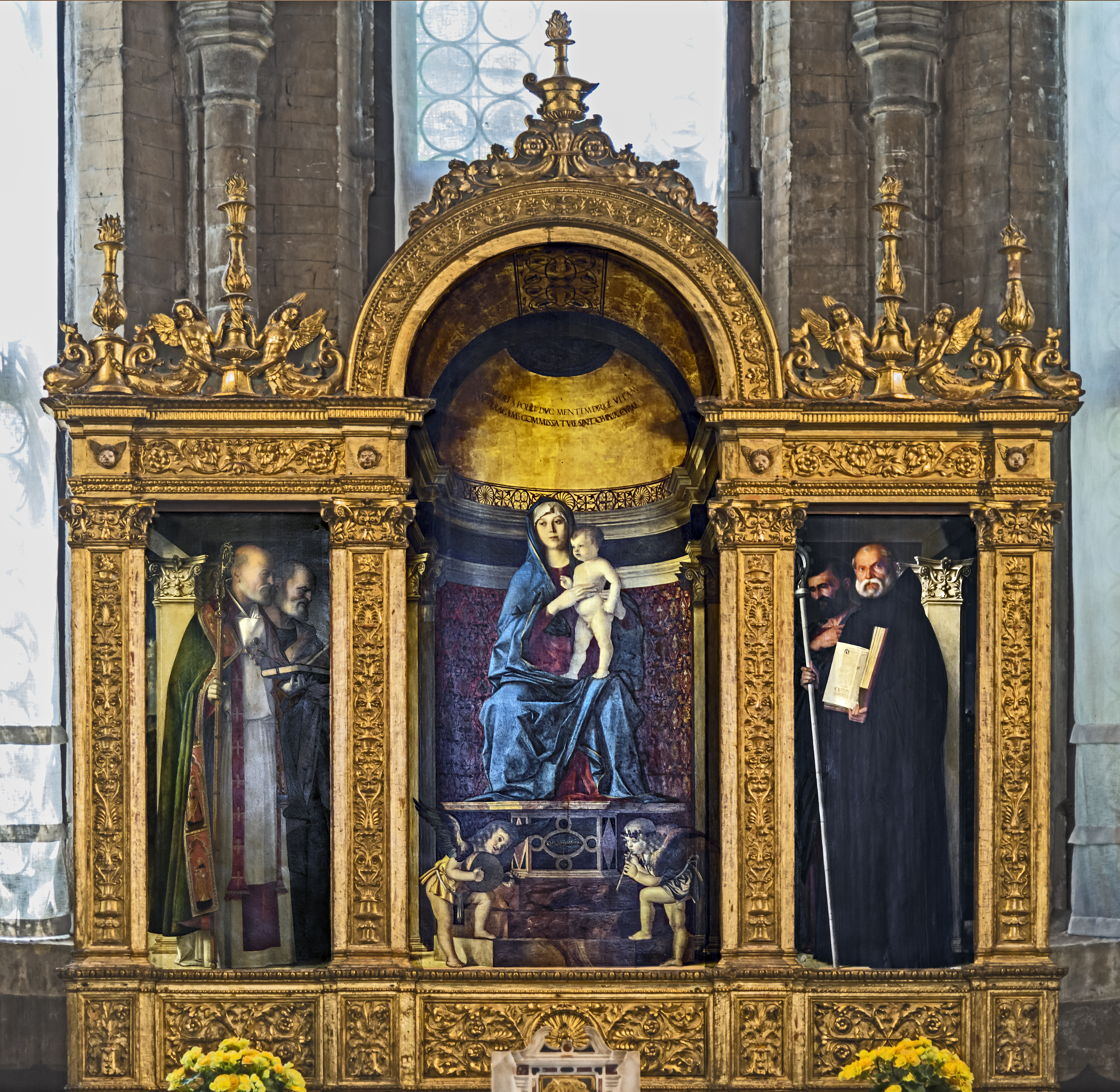
Джованни Беллини. Триптих

В арке апсиды находится шедевр Джованни Беллини — алтарный триптих «Мадонна с Младенцем, музицирующими ангелами и святыми», подписанный 1488 годом, обрамлённый золоченной рамой работы Якопо де Фаэнца (XV век). Триптих был заказан Беллини в честь жены Пьетро Пезаро Франчески, происходящей из другой знаменитой венецианской семьи Трон. В центральной части триптиха Мадонна на троне с Младенцем. В нижней части два ангела, один с флейтой, второй с лютней. На левой картине изображены Святые Николай и Петр, на правой картине Святые Марк и Бенедикт. Имена святых повторяют имена мужа Франчески и её трех сыновей: Николо, Марко и Бенедетто Пезаро. Могила Бенедетто Пезаро, ставшего впоследствии знаменитым флотоводцем, находится у входа в ризницу базилики.
Композиционно триптих разделяет колоннами Мадонну с Младенцем и святых, которые выступают связующим звеном между пространством и более высокой реальностью, к которой пребывает Мадонна с Младенцем. Над головой у Богоматери на золотом куполе написана молитва, соответствующая композиции триптиха, переходящей из мира суетного в мир божественный:

К вратам надежным в царствие небесное, освети [мой] разум, веди [меня] по жизни, тебе вручаю все мои деяния
Оригинальный текст (лат.)Janua certa poli duc mentem dirige vitam quæ peregam commissa tuae sint omnia curæ

#### Алтарь Реликвий
Алтарь в стиле барокко содержит одну из главных реликвий в Венеции — хрустальную вазу со «Святой Кровью Христовой», которую согласно легенде получила Мария Магдалина, когда Христос был распят на кресте. Первоначально реликвия находилась в соборе святой Екатерины Александрийской в Константинополе, но была привезена оттуда командующим венецианским флотом Мельхиорре Тревизани, и передана базилике 19 марта 1480 года. В знак благодарности Тревизани захоронен в базилике в капелле святого Михаила (капелла Тревизани).
Алтарь, согласно надписи на чёрном мраморе внизу алтаря, был сделан в 1711 году, и состоит из трёх барельефов каррарского мрамора, работы Франческо Пенсо, более известного как Кабианка. Левый барельеф изображает «Распятие». Правый барельеф, «Снятие с креста», изображает тело Христа, поддерживаемое святым Иосифом и Никодимом, внизу Дева Мария со спутницами и святой Иоанн. У основания креста можно видеть череп Адама. Нижний в центре барельеф — «Положение во гроб». Золотые серафимы сверху алтаря — скульптуры работы Андреа Брустолона.

#### Зал францисканцев
Ранее зал использовался для собраний братьев-миноритов.
В круглых витринах зала расположены некоторые драгоценности базилики и парадные облачения, но это небольшая часть бывшего богатства, оставшаяся после реквизиций наполеоновской администрацией в 1810 году.
Между двумя большими окнами расположено надгробие дожа Франческо Дандоло († 1339). Надгробие работы неизвестного автора изображает «Успение». В центре композиции Христос, окружённый учениками, забирает на небо душу Марии в виде ребёнка. Над саркофагом раньше был люнет с картиной Паоло Венециано, на котором изображены Святые Франциск и Елизавета Венгерская представляющие дожа и его жену Мадонне с Младенцем (1339). Сейчас люнет находится в капелле.

#### Стена правого трансепта

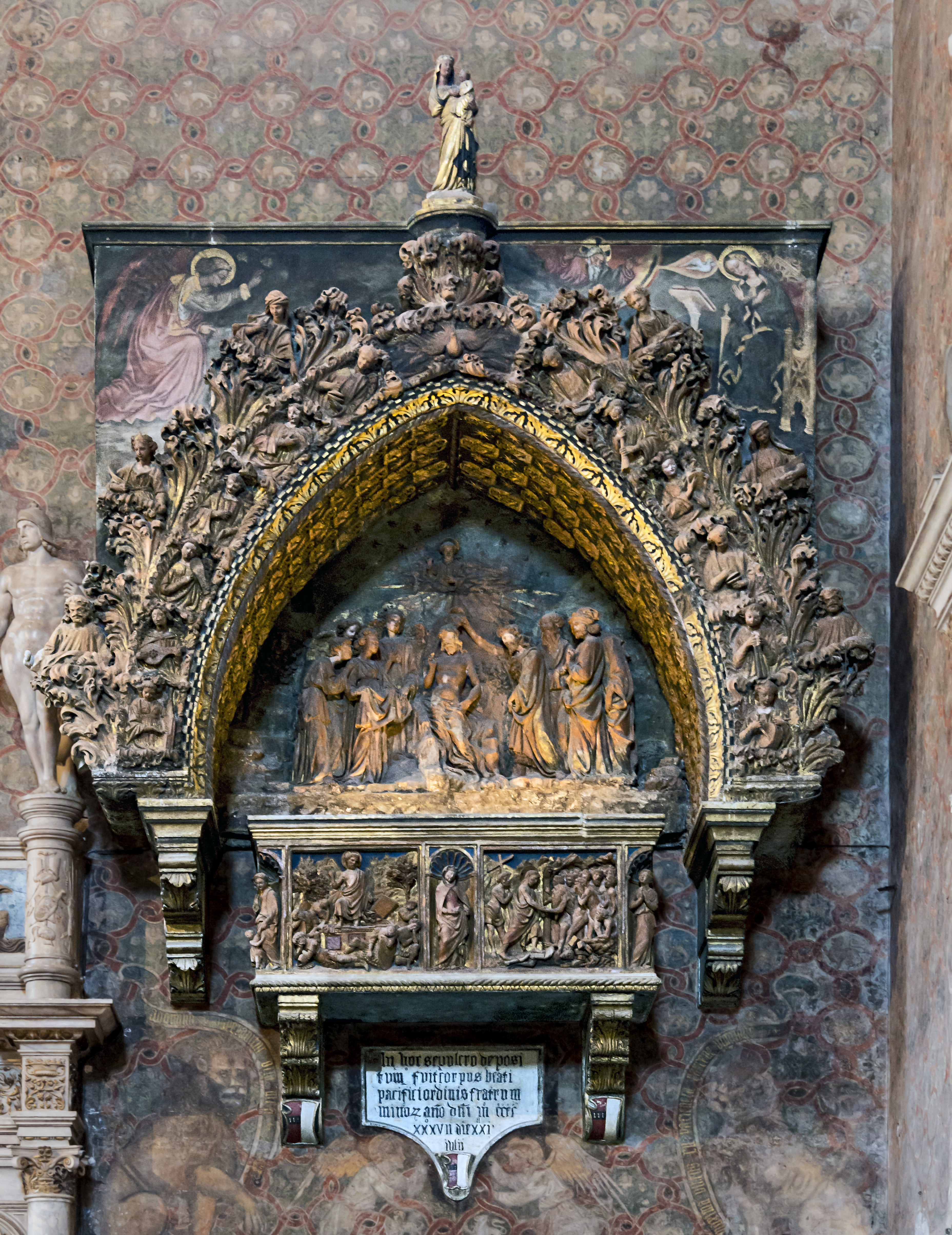
Нанни ди Бартоло. Саркофаг Блаженному Пачифико

В правом трансепте овальный памятник Якопо Марчелло († 1484), считавшийся работы Пьетро Ломбардо, но скорее Джованни Буора (XV век), изображающий капитана в доспехах и двух пажей, держащих щиты. Над памятником фреска, изображающая Марчелло на колеснице. Якопо Марчелло командовал венецианским флотом и погиб 31 марта 1488 года в Галлиполи.
Слева на высоте находится готический саркофаг работы Далле Мазенье. Над саркофагом конный памятник работы Якопо делла Кверела главнокомандующему венецианской армии Паоло Савельи, который умер в 1405 от чумы во время осады Падуи.
Справа от двери в сакристию находится терракотовый монумент с мраморным саркофагом, посвященный минориту Блаженному Пачифико († 1437), работы Нанни ди Бартоло или Микеле ди Фиренце. Монумент был подарен базилике сенатором Сципионом Боном, который захоронен под ним.
На фасаде мраморного саркофага в трех нишах изображены: три теологические добродетели (Вера, Надежда и Любовь), «Сошествие Христа в ад» и «Воскресение».
По сторонам изображены Добродетели: Справедливость и Умеренность.
В люнете над саркофагом изображено «Крещение Господне». Сверху люнет декорирован аркой с лиственным орнаментом, среди которого представлены музицирующие ангелы. Снизу арка поддерживается двумя карнизами, на которых изображен герб Сципиона Бона. В верхней части арки изображена «Мадонна с Младенцем»
В верхних углах монумента — фреска с изображением «Воскресения Христа», по сторонам «Стигматизация Святого Франциска», работы Иоанна Французского.

### Правый неф
Над дверью в самом начале нефа деревянный крест, возможно работы Сансовино, с прахом аббата Луиджи делла Торра, убитого бандитом Тристано Саворнаном 27 августа 1540 года. Легенда о том, что там находится в том числе прах знаменитого кондотьера Карманьолы не обоснована. Над крестом 4 картины Андреа Вичентино: «Сотворение мира», «Медный змий», «Страшный суд» и «Со славою в Раю» (заключительные слова гимна Stabat Mater). Далее по направлению к выходу памятники Бенедетто Бруньоло, Джузеппе Боттари и Марко Дзено.
Памятник ученого Бенедетто Бруньоло из Леньяго († 1505) возможно работы кого-то из семьи Ломбардо.
Памятник настоятеля монастыря, епископа Пула, минорита Джузеппе Боттари († 1708), возможно работы Джузеппе Пензо «Кабианка».
Памятник Марко Цену, епископу Торчелло († 1641), работы неизвестного автора XVII века.

#### Алтарь Святой Екатерины Александрийской
Картина Якопо Пальма Младшего «Мученичество Св. Екатерины» изображает момент, когда ангел спасает Святую Екатерину от смерти на колесе, а разрушенное колесо убивает палачей. Перед картиной урна с прахом капитана Якопо Барбаро († 1511) с эпитафией:

Дом славного мужа Барбаро, оказавший ему гостеприимство с 1511 года
Оригинальный текст (лат.)Dom Jacobo Barbaro viro optìmo hospitìum ad noviss. diem MDXI

#### Алтарь Святого Иосифа Копертинского

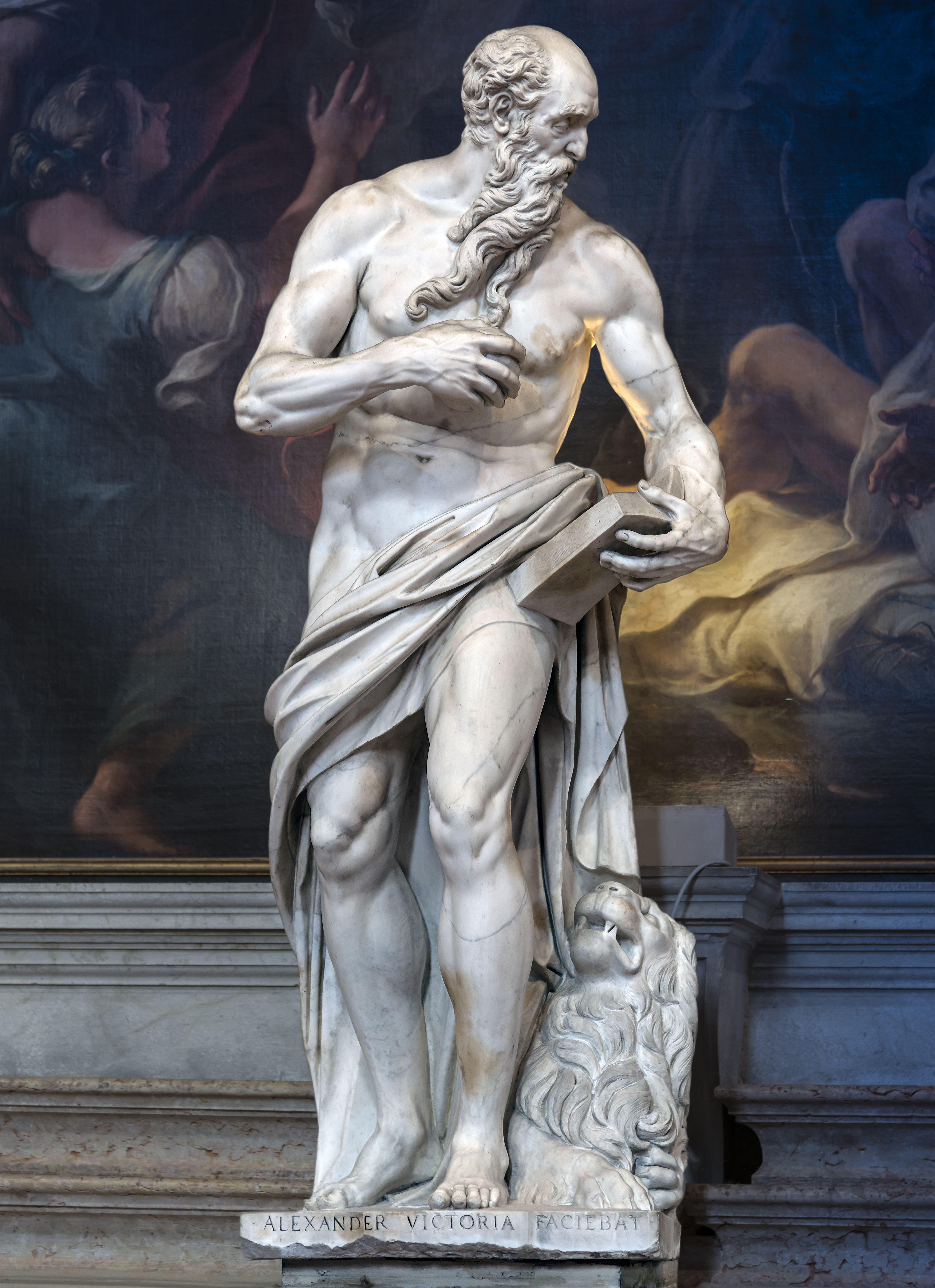
Святой Иероним. Алессандро Виториа

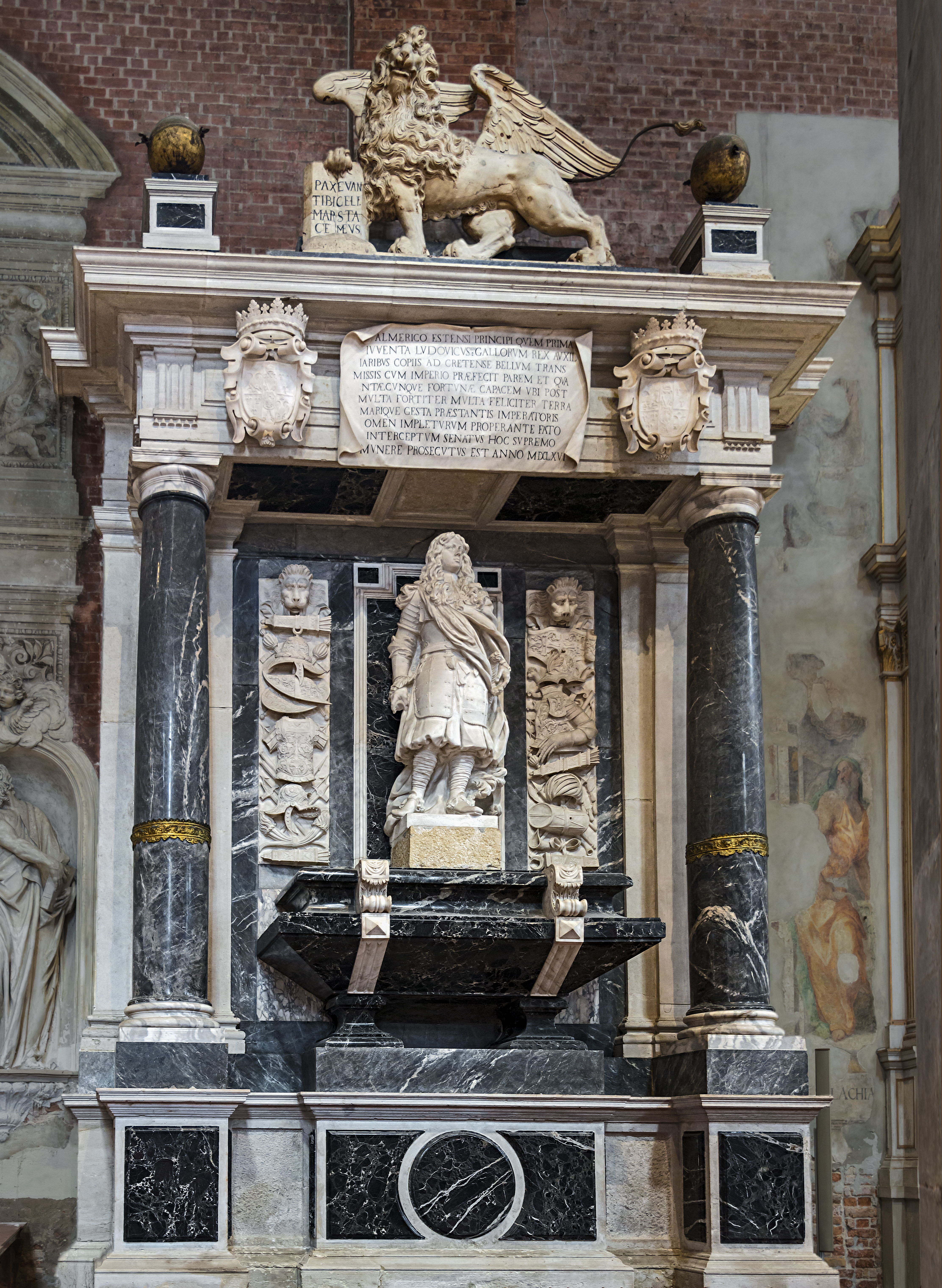
Памятник Альмериго д’Эсте

Украшением алтаря служит один из шедевров эпохи XVI века — работа скульптора Алессандро Витториа «Святой Иероним» (1564).
За скульптурой картина Джузеппе Ногари «Экстаз Святого Иосифа Копертинского». Иосиф Копертинский был известен своими экстазами, во время которых он мог левитировать, за что получил прозвище «Летающий Святой». Над алтарем две сивиллы, по бокам алтаря Святые Петр и Андрей работы Алессандро Витториа.
Справа от алтаря памятник, изготовленный по заказу Сената Венеции в 1666 году, Альмериго д’Эсте († 1660), князю Модены, который командовал французскими войсками в войне за Кандию.

#### Алтарь Представления

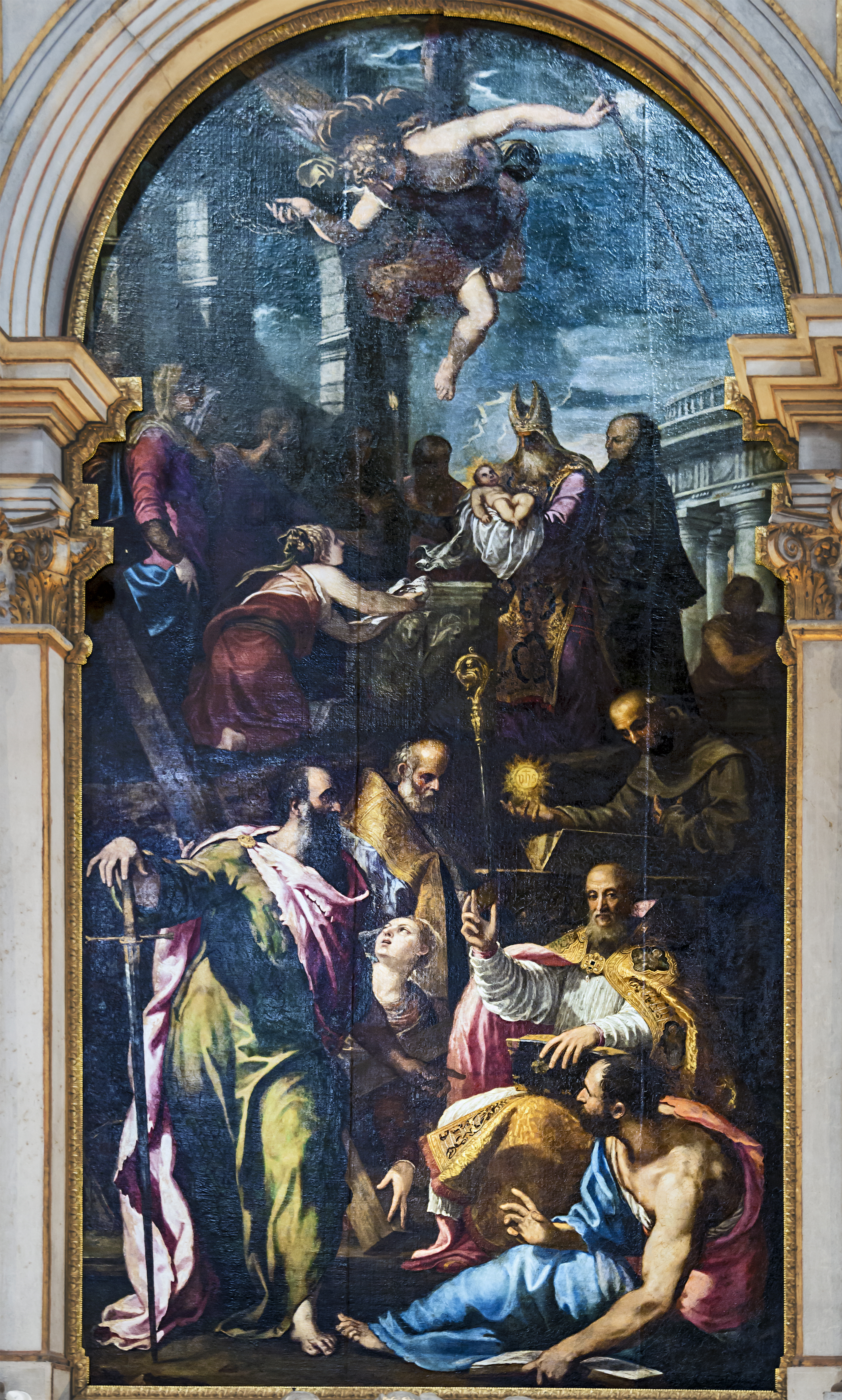
Сальвиати. Принесение Младенца в храм

Алтарь назван по имени автора алтарного образа, живописца Джузеппе Порта также известному как Сальвиати «Принесение Младенца в храм» (1548). В нижней части картины изображены Святые Николай Мирликийский, Бернардино из Сиенны, Аврелий Августин, Апостол Павел, Апостол Марк и Елена Равноапостольная.

#### Памятник Тициану

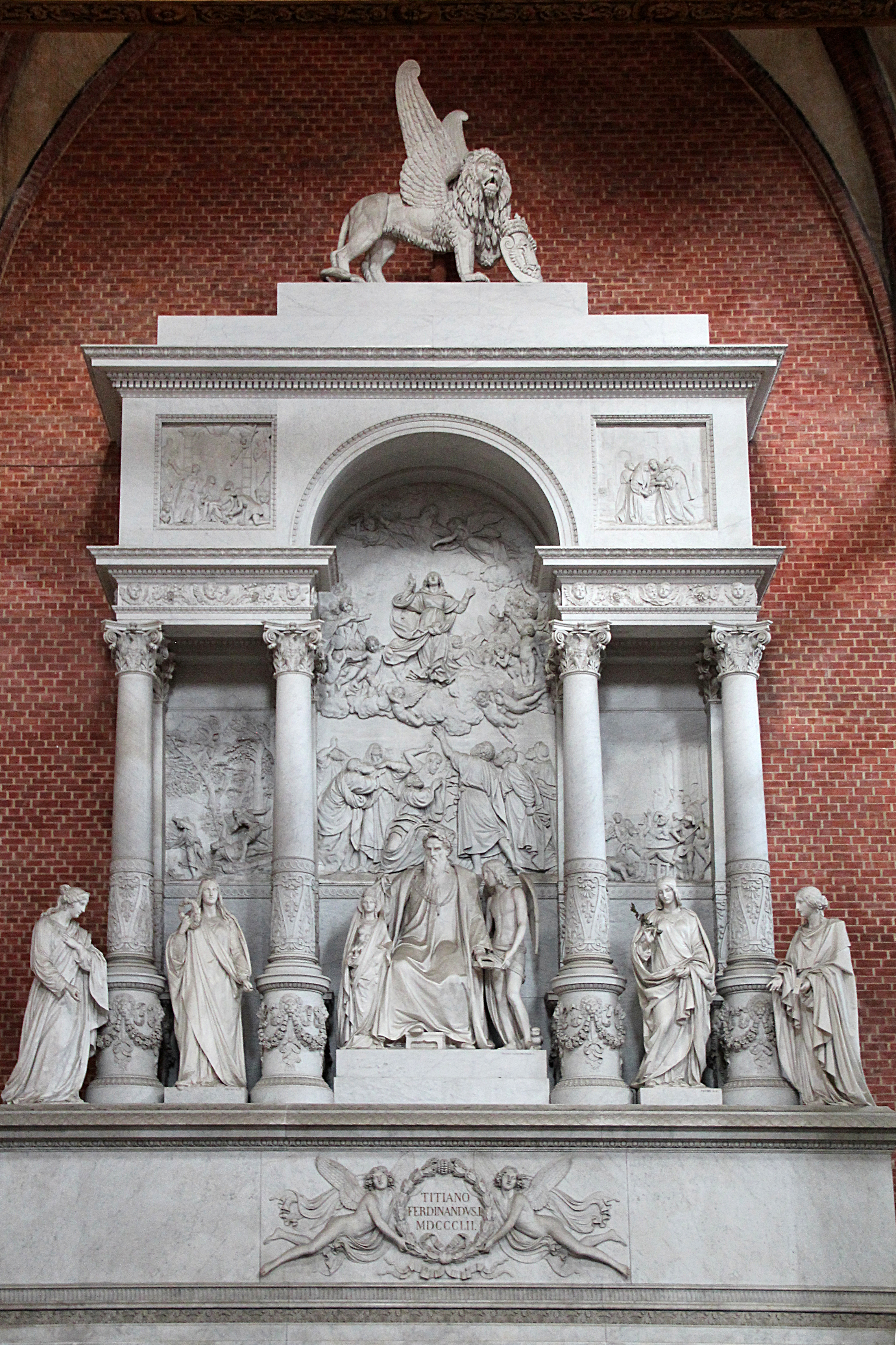
Памятник Тициану

В 1576 году, умирая от чумы, Тициан просил похоронить его в церкви, где он когда-то крестился и где уже находились два его шедевра: «Ассунта (Вознесение Мадонны)» и «Мадонна Пезаро». Сам Тициан хотел, чтобы над его могилой находилась картина, его собственная «Пьета» (сейчас находящаяся в галерее Академии). Через 200 лет после смерти Тициана учениками Кановы, Луиджи и Пьетро Зандоменеги, по заказу австрийского императора Фердинанда I, был создан памятник (1838—1852) в стиле барокко из каррарского мрамора.
В центре памятника статуя Тициана, слева от него Природа, справа Знание. Фигуры возле колонн: слева от Тициана: Живопись и Скульптура, справа Графика и Архитектура. Две скульптуры внизу императоров: слева Фердинанда I Австрийского и справа Карла V.
Барельефы памятника напоминают о шедеврах Тициана. За самим Тицианом его самый главный шедевр — «Ассунта», которое находится в этой же церкви. Слева от художника «Мученичество святого Петра», погибшее году при пожаре в церкви Санти-Джованни-э-Паоло, справа «Мученичество святого Лаврентия», находящееся в церкви Джезуити в Венеции.
Сверху справа барельеф «Встреча Марии и Елизаветы», сверху слева — «Снятие с креста».
В верхней части памятника лев Святого Марка с гербом дома Габсбургов.
Справа от памятника могила Тициана с посвящением:

Здесь лежит великий Тициан Вечелли — соперник Зевксисов и Апеллесов
Оригинальный текст (итал.)Qui giace il gran Tiziano de' Vecelli Emulator de' Zeusi e degli Apelli

#### Алтарь Святого Антония Падуанского
Первый алтарь в нефе был заказан братством Святого Антония и построен Джузеппе Сарди по проекту Бальтассаре Лонгены в 1663 году.
Деревянная статуя Антония работы Джакомо ди Катерина (1450). Статую святого окружают две маленькие и четыре большие колонны из каррарского мрамора. Рядом с Антонием четыре ангела. По бокам алтаря скульптуры Веры и Надежды, в верхней части — воскресший Христос, все три работы Бернардо Фальконе. Над Верой и Надеждой скульптуры Милосердия и Благоразумия, в верхней части алтаря скульптуры Справедливости и Молитвы, над ними Умеренность и Стойкость работы Джусто ле Курта
.
Справа от алтаря картина Франческо Розы «Чудо Святого Антония Падуанского».
У подножия алтаря купель со скульптурой Святой Агнессы Ассизской, работы Джироламо Кампанья (1593).